# Alto el fuego entre Israel y Hamás de 2025
El acuerdo de alto el fuego entre Israel y Hamás fue un pacto que tuvo lugar el 15 de enero de 2025 entre Israel y Hamás para llevar a cabo un intercambio de prisioneros y un armisticio que pusiera fin a la guerra de Gaza. La propuesta fue redactada por mediadores de Estados Unidos, Egipto y Catar, y presentada por el presidente estadounidense Joe Biden el 31 de mayo de 2024. En enero de 2025, Israel y Hamás habían acordado una propuesta similar. Se trata de una iniciativa en serie en tres etapas, que comienza con un alto el fuego de seis semanas, la liberación de todos los israelíes retenidos en Gaza a cambio de algunos de los palestinos retenidos por Israel, un alto el fuego permanente, la retirada de Israel de Gaza y un proceso de reconstrucción que durará entre tres y cinco años.
En la propuesta, Hamás liberaría a 33 de los 98 rehenes israelíes en la primera etapa que cumplieran ciertos criterios humanitarios; Hamás no está dispuesto a revelar cuántos rehenes tiene vivos, por lo que si no hubiera suficientes rehenes vivos que cumplieran esos criterios, Hamás entregaría a los rehenes fallecidos. Los criterios humanitarios eran la liberación de todas las mujeres y niños restantes, así como de los rehenes heridos y ancianos. A cambio, Israel liberaría entre 30 y 50 palestinos (empezando por los niños y las mujeres) por cada israelí liberado. Durante la primera etapa, Israel tendría que permitir la entrada de cantidades «suficientes» de ayuda humanitaria, permitir que los palestinos desplazados regresen a sus hogares y comenzar una retirada gradual de la Franja de Gaza. Durante el alto el fuego temporal, ambas partes iniciarían conversaciones para lograr un cese más permanente de las hostilidades. En la segunda etapa, Israel aceptaría un alto el fuego permanente y Hamás liberaría a los rehenes varones que aún siguen con vida, tanto civiles como militares, a cambio de un intercambio de prisioneros palestinos. En la tercera etapa se liberarían el resto de los rehenes israelíes fallecidos. Según la propuesta del 5 de mayo, Israel se comprometía a levantar el bloqueo a la Franja de Gaza, pero este compromiso no estaba presente en la propuesta del 31 de mayo.
El 10 de junio, el Consejo de Seguridad de las Naciones Unidas apoyó la propuesta como Resolución 2735. A finales de junio de 2024, el primer ministro israelí, Benjamin Netanyahu, declaró que Israel solo estaba abierto a un alto el fuego parcial que no incluyera el fin de la guerra en Gaza. Por un lado, se acusó a la administración de Netanyahu de sabotear las conversaciones de alto el fuego. Por otro lado, los altos funcionarios estadounidenses John Kirby y Antony Blinken acusaron a Hamás de obstaculizar el progreso y de provocar constantemente el fracaso de alcanzar un acuerdo sobre los rehenes y un alto el fuego.
El acuerdo se logró a través de negociaciones mediadas por Estados Unidos, Egipto y Catar. CNN informó que tanto la administración Biden como la administración entrante de Trump desempeñaron roles iguales, con el papel de la administración anterior facilitado por el negociador de Medio Oriente, Brett McGuirk, y estaban dispuestos a trabajar juntos y a llegar a acuerdos debido al deseo de una solución antes de la toma de posesión de este último. Antes de su conclusión, el presidente electo de Estados Unidos, Donald Trump, advirtió repetidamente que si no se liberaba a los rehenes, incluidos siete ciudadanos estadounidenses, antes de su investidura el 20 de enero, se produciría un «infierno». Un diplomático dijo a The Washington Post que Trump presionó a la parte israelí para que aceptara el acuerdo.
El 15 de enero, se anunció el acuerdo de alto el fuego y el 17 de enero fue aprobado por el gabinete de seguridad de Israel en una votación. Más tarde ese mismo día, el Gobierno de Israel ratificó el acuerdo tras una reunión de más de siete horas, en la que 24 ministros votaron a favor y ocho se opusieron. También publicaron una lista con 737 prisioneros palestinos que serán liberados como parte de la primera fase del acuerdo. El acuerdo dio lugar a ocho rondas de intercambios de rehenes y prisioneros entre Israel y Hamás en los que intercambiaron treinta y tres rehenes israelíes (ocho de ellos muertos) por cerca de 1800 presos palestinos. Desde el comienzo de la aplicación del acuerdo, Israel ha sido acusado constantemente de violarlo, al matar palestinos casi a diario y obstaculizar la entrada de ayuda humanitaria. Mientras que Israel acusó a Hamás de violar el acuerdo con los retrasos en proporcionar los nombres de los rehenes.
El 1 de marzo, día en que estaba previsto que terminara la primera fase del alto el fuego, Hamás rechazó una propuesta israelí de ampliarla para liberar a más rehenes, exigiendo la aplicación de la segunda fase que implicaba la retirada total de las tropas israelíes de la Franja. La oficina de Netanyahu dijo que Israel respaldaba un plan estadounidense para extender la tregua de Gaza durante los períodos de Ramadán y Pascua. Según este plan, la mitad de los rehenes vivos y muertos serían liberados el primer día de la tregua extendida y los rehenes restantes serían liberados al final del período si se alcanzaba una tregua permanente. Afirmó que el acuerdo inicial permitía a Israel reanudar la guerra en cualquier momento después del 1 de marzo si las negociaciones se consideraban ineficaces. Tras la negativa de Hamás de aceptar la propuesta estadounidense y exigir la retirada total de las tropas israelíes, Israel cesó la entrada de ayuda humanitaria en Gaza al día siguiente, 2 de marzo. El bloqueo de la ayuda humanitaria fue condenado por los países mediadores Egipto y Catar, así como por las Naciones Unidas, como una violación del alto el fuego, que estipulaba que la fase uno se extendería automáticamente mientras estuvieran en curso las negociaciones de la fase dos.
El 18 de marzo, Israel rompió unilateralmente el alto el fuego al lanzar una serie de ataques aéreos sorpresa sobre Gaza mientras el ministro de Defensa israelí, Israel Katz, declaraba que Israel había «vuelto a combatir en Gaza». Horas más tarde, Netanyahu declaró que Israel había «reanudado el combate con toda su fuerza» contra Hamás en Gaza y que los ataques aéreos eran «sólo el principio».

## Antecedentes

### Alto el fuego de 2023 y mediación
Tras el ataque liderado por Hamás contra Israel de octubre de 2023 y la consiguiente declaración de guerra de Israel contra Hamás, Egipto y Jordania comenzaron a coordinar una respuesta para evitar una escalada del conflicto. En octubre, en el Consejo de Seguridad de las Naciones Unidas se plantearon intentos de alcanzar un alto el fuego; Israel solicitó la dimisión del secretario general de las Naciones Unidas, António Guterres, después de que éste se refiriera a las represalias de Israel como un castigo colectivo injustificado. Después del inicio de la invasión israelí de la Franja de Gaza, el primer ministro israelí, Benjamin Netanyahu, rechazó un alto el fuego, equiparando el cese de los combates a una rendición ante Hamás y el terrorismo. El secretario de Estado de Estados Unidos, Antony Blinken, propuso lo que llamó «pausas humanitarias» a los países de la región pero afirmó que un hipotético alto el fuego permitiría a Hamás iniciar un segundo ataque contra Israel. Estuvo cerca de alcanzarse un acuerdo, pero esa posibilidad se perdió tras la invasión de Gaza por parte de Israel.
En una conferencia de prensa en noviembre, Netanyahu declaró que un alto el fuego requeriría el regreso de los rehenes israelíes tomados durante el ataque. Arabia Saudita, Jordania y Egipto intensificaron sus esfuerzos para alcanzar un alto el fuego; en la Cumbre Extraordinaria Conjunta Árabe-Islámica, Irán y Arabia Saudita pidieron un alto el fuego. El The Washington Post el 18 de noviembre informó que Estados Unidos estaba cerca de llegar a un acuerdo para liberar rehenes y detener los combates, redactado durante las conversaciones en Doha, Catar. El 22 de noviembre, Israel y Hamás intercambiaron rehenes por prisioneros y mantuvieron un alto el fuego de cuatro días.Israel y Hamás extendieron el alto el fuego por dos días más y liberaron a más rehenes y detenidos, pero Israel reanudó su ofensiva después de que los mediadores cataríes no pudieran resolver las diferencias en los términos.
El gobierno de Estados Unidos comenzó a instar a Israel y Hamás a negociar, según el coordinador de comunicaciones estratégicas del Consejo de Seguridad Nacional, John Kirby. En diciembre, Egipto proporcionó un plan de alto el fuego obtenido por Associated Press que liberaría gradualmente a los rehenes y formaría un gobierno palestino para administrar Gaza y la Cisjordania ocupada, cediendo el control a Hamás. Varios días después, NPR informó sobre una propuesta revisada que eliminaría las referencias al gobierno de Gaza y a la Cisjordania ocupada. Los esfuerzos del Consejo de Seguridad de las Naciones Unidas no lograron ofrecer un acuerdo de alto el fuego debido a las preocupaciones relacionadas con el monitoreo de la ayuda por parte de las Naciones Unidas. En enero, varios comandantes israelíes expresaron su creencia de que la liberación de rehenes solo podría lograrse mediante la diplomacia, según The New York Times; el general Gadi Eisenkot declaró públicamente que Israel debería «rescatar a civiles, antes de matar al enemigo».

### Nuevas negociaciones para un alto el fuego
A lo largo de enero de 2024, los mediadores egipcios y cataríes sugirieron varias propuestas, que iban desde semanas hasta meses. Los funcionarios de Hamás afirmaron que los rehenes restantes, que se estima que son más de cien, serían liberados si se ofrecía un alto el fuego favorable y general; Netanyahu rechazó un alto el fuego permanente si se permitía a Hamás gobernar Gaza. Los funcionarios israelíes sugirieron un alto el fuego permanente si los líderes de Hamás se exiliaban, un acuerdo al que Hamás se oponía. El 25 de enero, Estados Unidos anunció que el director de la Agencia Central de Inteligencia, William J. Burns, se reuniría con funcionarios israelíes, egipcios y cataríes. Según Estados Unidos, Israel propuso un acuerdo de alto el fuego de sesenta días. En las conversaciones, los funcionarios hablaron de intercambiar rehenes, fortalecer la Autoridad Nacional Palestina y mejorar las relaciones entre Israel y Arabia Saudita a cambio de apoyar un Estado palestino.
Tras la reunión en París, el principal líder político de Hamás, Ismail Haniyeh, declaró que la organización estaba considerando un acuerdo, pero seguía comprometida con la retirada de las fuerzas israelíes de Gaza, una demanda rechazada por Netanyahu. La cadena Al-Aqsa informó que Hamás continuó discutiendo la propuesta hasta el 4 de febrero, cuando Antony Blinken llegó a Arabia Saudita para avanzar en un marco sobre un alto el fuego. En una reunión con el ministro israelí sin cartera Benny Gantz, la vicepresidenta estadounidense Kamala Harris instó a un alto el fuego y a la liberación de los rehenes. Para el 7 de marzo, las conversaciones sobre el alto el fuego no parecían progresar. Según Axios, Hamás priorizó el retorno de los palestinos al norte de Gaza en las conversaciones. En vísperas del Ramadán, los mediadores de Estados Unidos, Egipto y Catar aumentaron los esfuerzos para alcanzar un alto el fuego; Burns se reunió con Barnea en Jordania el 8 de marzo para discutir un acuerdo sobre los rehenes. Netanyahu rechazó la contraoferta de Hamás por considerarla «ridícula», pero se mantuvo abierto a la negociación.
El 18 de marzo, Israel y Hamás comenzaron a negociar por primera vez desde diciembre. Hamás suavizó sus demandas, eliminando un acuerdo para mantener un alto el fuego permanente. Una advertencia de las Naciones Unidas sobre una hambruna inminente impulsó las discusiones para alcanzar un alto el fuego. Estados Unidos se abstuvo en la votación de la Resolución 2728 del Consejo de Seguridad de las Naciones Unidas, que exigía un alto el fuego durante el Ramadán y la liberación incondicional de los rehenes, lo que permitió que se aprobara la votación pero creó un conflicto con Netanyahu. Para el 26 de marzo, las negociaciones se habían estancado; Israel acusó a Hamás de estancar las discusiones, alentado por la abstención de Estados Unidos en la Resolución 2728. Burns, el jeque Mohammed, Burnea y funcionarios egipcios se reunieron en Doha para discutir una propuesta que incluía un mayor número de prisioneros palestinos liberados.

### Ataque al convoy de ayuda y cambio de política en Estados Unidos
El 1 de abril, los ataques israelíes contra un convoy de ayuda de World Central Kitchen mataron a siete trabajadores humanitarios. Biden condenó el ataque, afirmando que Israel «no ha hecho lo suficiente para proteger a los civiles». En una llamada tres días después de los ataques, Biden le dijo a Netanyahu que buscara un «alto el fuego inmediato», advirtiendo que Estados Unidos podría cambiar su política sobre la guerra si Israel no se adhería a sus demandas. Biden instó a Egipto y Catar a presionar a Hamás para alcanzar un alto el fuego temporal y la liberación de los rehenes. El 7 de abril, Israel retiró la 98.ª División de Paracaidistas de Jan Yunis, reduciendo significativamente su presencia en el sur de Gaza. Según el ministro de defensa israelí, Yoav Gallant, la retirada tenía como objetivo reasignar recursos hacia una invasión planificada de Rafah.

## Proceso de negociación

### Discusiones iniciales

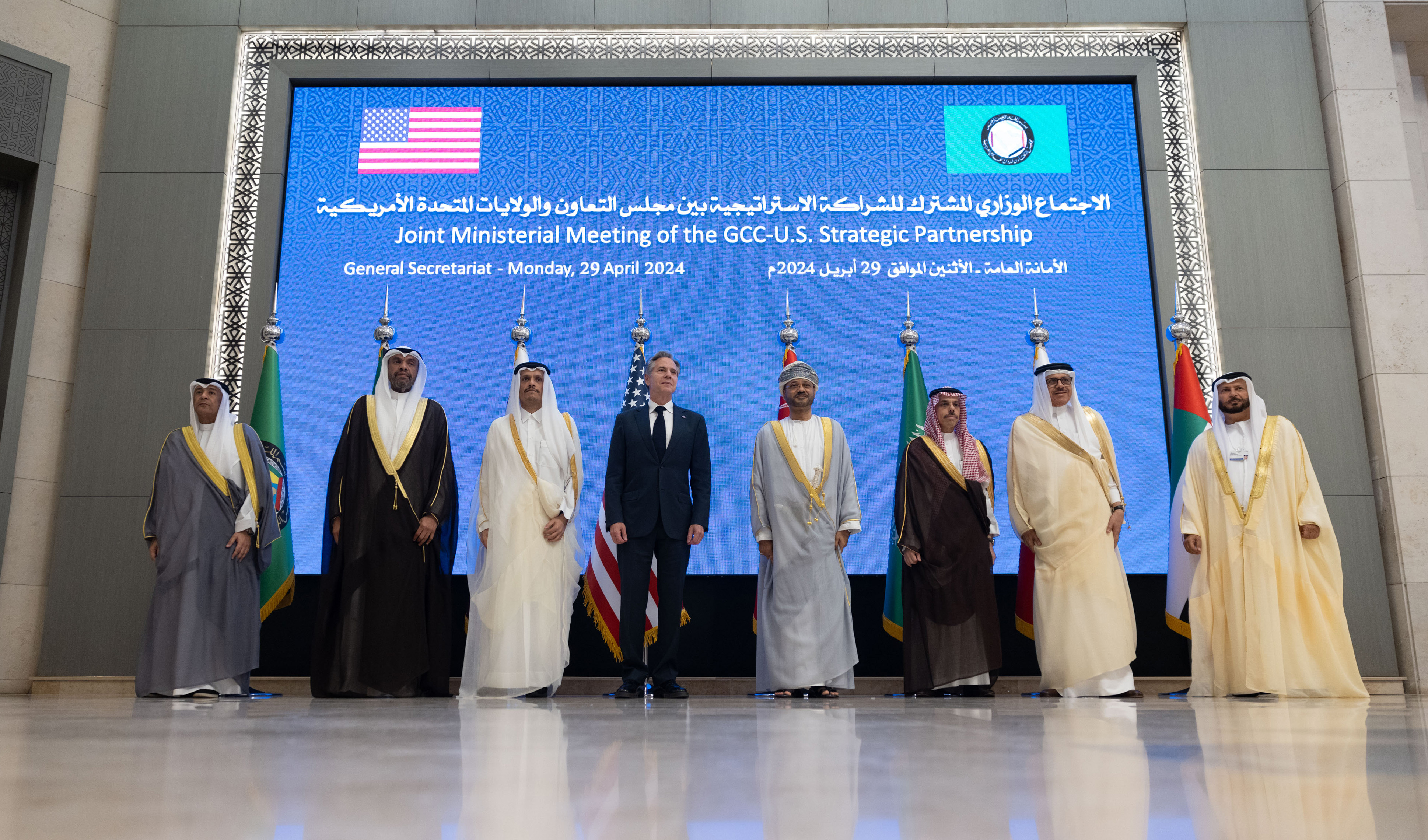
El Secretario de Estado de los Estados Unidos, Antony Blinken, y los ministros de Asuntos Exteriores de los Estados miembros del Consejo de Cooperación del Golfo en Riad, Arabia Saudita, el 19 de abril de 2024

A principios de abril, las conversaciones parecían haberse estancado al menos en dos cuestiones. Hamás insistió en que sólo liberaría a los rehenes a cambio de un alto el fuego permanente, pero Israel dijo que sólo aceptaría uno temporal. Los palestinos también exigieron que se permitiera a los habitantes de Gaza regresar a sus hogares, lo que Israel rechazó. El 8 de abril de 2024, el director de la Agencia Central de Inteligencia, William J. Burns, presentó una propuesta para liberar a cuarenta rehenes a cambio de un alto el fuego de seis semanas al director del Mosad, David Barnea, al primer ministro catarí, Mohammed bin Abdulrahman Al Thani, y al director del Servicio General de Inteligencia, Abbas Kamel. Hamás rechazó la propuesta de una tregua temporal y exigió una vez más un alto el fuego permanente. El 15 de abril, un alto miembro del Congreso estadounidense, Steny Hoyer, amenazó con que Estados Unidos «revaluaría su relación con Catar» si no presionaba a Hamás para que liberara a los rehenes. Catar respondió diciendo que revaluaría su papel como mediador. El 18 de abril, el director de la CIA, Burns, culpó a la organización palestina por la falta de un acuerdo, señalando que los civiles de Gaza obtendrían algún alivio humanitario con la propuesta actual. El 26 de abril, Hamás repitió que era «serio» acerca de un acuerdo, pero solo si incluía un alto el fuego permanente.

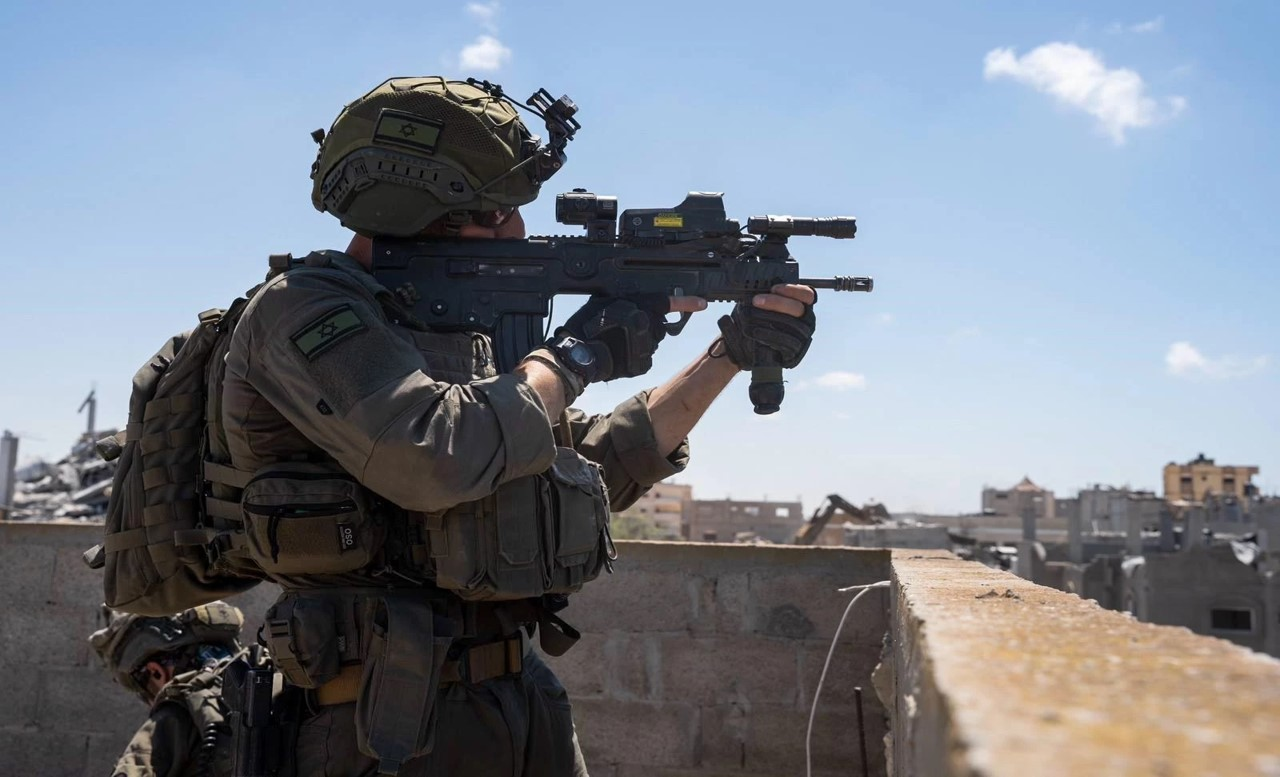
Netanyahu dijo que la ofensiva de Rafah ocurrirá «con o sin acuerdo».

El 27 de abril, Hamás recibió una propuesta israelí de alto el fuego. Según Axios, el acuerdo incluía «la voluntad de discutir» una «calma sostenible» en Gaza después de una liberación inicial de rehenes. Sin embargo, el 30 de abril, el primer ministro israelí Netanyahu dijo que «la idea de que detendremos la guerra antes de lograr todos sus objetivos está fuera de cuestión». Netanyahu prometió invadir Rafah «con o sin acuerdo». Dos días después, Israel parecía dispuesto a aceptar una liberación inicial de treinta y tres rehenes cuando el presidente estadounidense Joe Biden reiteró los llamados a que Hamás apoyara la propuesta de Israel a Egipto y Catar.
El secretario de Estado de Estados Unidos, Antony Blinken, se presentó en Riad, Arabia Saudita, para recabar el apoyo de los miembros del Consejo de Cooperación del Golfo para un alto el fuego. El primer ministro israelí, Benjamin Netanyahu, prometió invadir Rafah independientemente de que se estableciera un alto el fuego. Blinken dijo que la oferta de Israel era «extraordinariamente generosa» y culpó a Hamás por no aceptarla. Hamás respondió que «incluso el equipo negociador israelí admitió que Netanyahu era el que estaba obstaculizando la consecución de un acuerdo». El 1 de mayo, Hamás rechazó la propuesta israelí, pero prometió hacer una contrapropuesta, al tiempo que decía que la invasión israelí de Rafah podría poner en peligro las conversaciones. En Telegram, el líder político jefe de Hamás, Ismail Haniya, dijo el 2 de mayo que la organización veía la propuesta con «espíritu positivo» y planeaba enviar un delegado a Egipto. Según un mensaje de texto obtenido por The New York Times, el exlíder militar de Hamás Husam Badran escribió dos días después que los representantes de la organización abordaron la propuesta de Israel con «gran positividad». Las discusiones se estancaron el 5 de mayo debido a una supuesta «crisis» sobre la duración del alto el fuego; Hamás solicitó un alto el fuego permanente, mientras que Netanyahu estaba abierto solo a un alto el fuego temporal.

### Propuesta egipcio-catarí

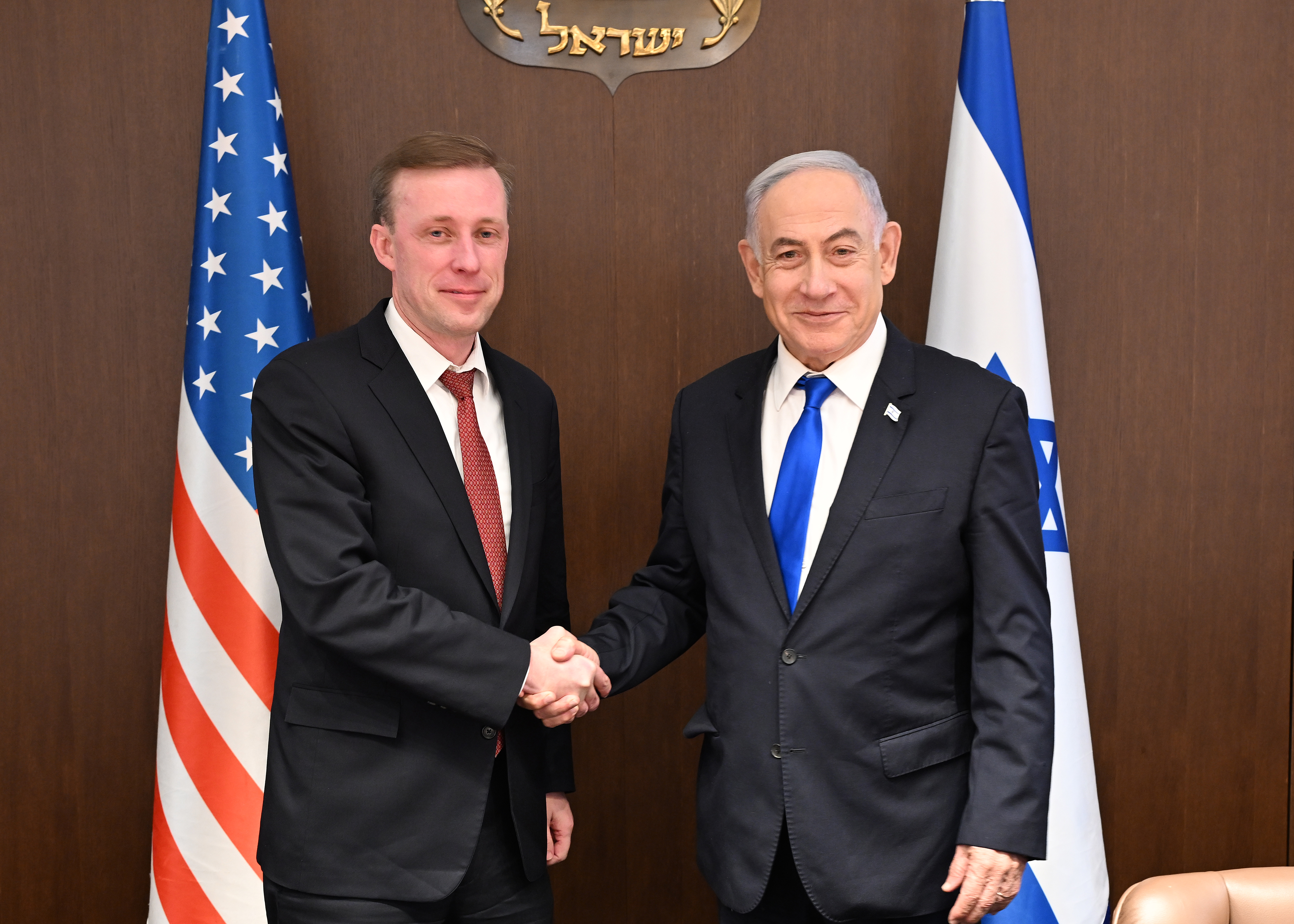
El asesor de seguridad nacional de Estados Unidos, Jake Sullivan, con Benjamin Netanyahu el 19 de mayo de 2024

El 2 de mayo, Hamás expuso tres puntos de la propuesta de Israel con los que no estaba de acuerdo. El 4 y el 5 de mayo se celebraron conversaciones en El Cairo, a las que asistieron egipcios, cataríes, Hamás y una delegación estadounidense encabezada por el director de la CIA, William Burns. Aunque Hamás también envió una delegación, los estadounidenses no hablan directamente con ella, sino que comunicaban sus propuestas a través de intermediarios. Benjamin Netanyahu decidió no enviar una delegación israelí.
Las negociaciones previas habían fracasado porque Hamás buscaba un fin permanente de la guerra, mientras que Israel tan sólo estaba dispuesto a aceptar un alto el fuego temporal. Los egipcios y los cataríes pretendían superar esta división dividiendo el alto el fuego en tres fases, y las negociaciones para una «calma sostenible» sólo tendrían lugar en la segunda fase. Está expresión fue inventada por los estadounidenses para que Israel no tuviera que comprometerse de antemano a un alto el fuego permanente. Los funcionarios estadounidenses esperaban que el primer alto el fuego de 42 horas condujera a algo «más duradero».
El 4 de mayo, Catar y Egipto presentaron la propuesta en tres etapas, que fue aceptada el 5 de mayo por Hamás. Netanyahu dijo que la propuesta estaba «lejos» de las demandas israelíes, pero prometió continuar las negociaciones. Los equipos israelí y palestino fueron a El Cairo para continuar las conversaciones. El equipo palestino incluía a Hamás, la Yihad Islámica Palestina y el Frente Popular. Hamás dijo que estaba comprometido con el acuerdo del 5 de mayo que había aceptado, pero que no aceptaría cambios. El 9 de mayo, los equipos negociadores palestino e israelí, junto con el director de la CIA, Richard Burns, abandonaron El Cairo sin alcanzar un acuerdo.

### «Propuesta israelí» y resolución del Consejo de Seguridad de las Naciones Unidas

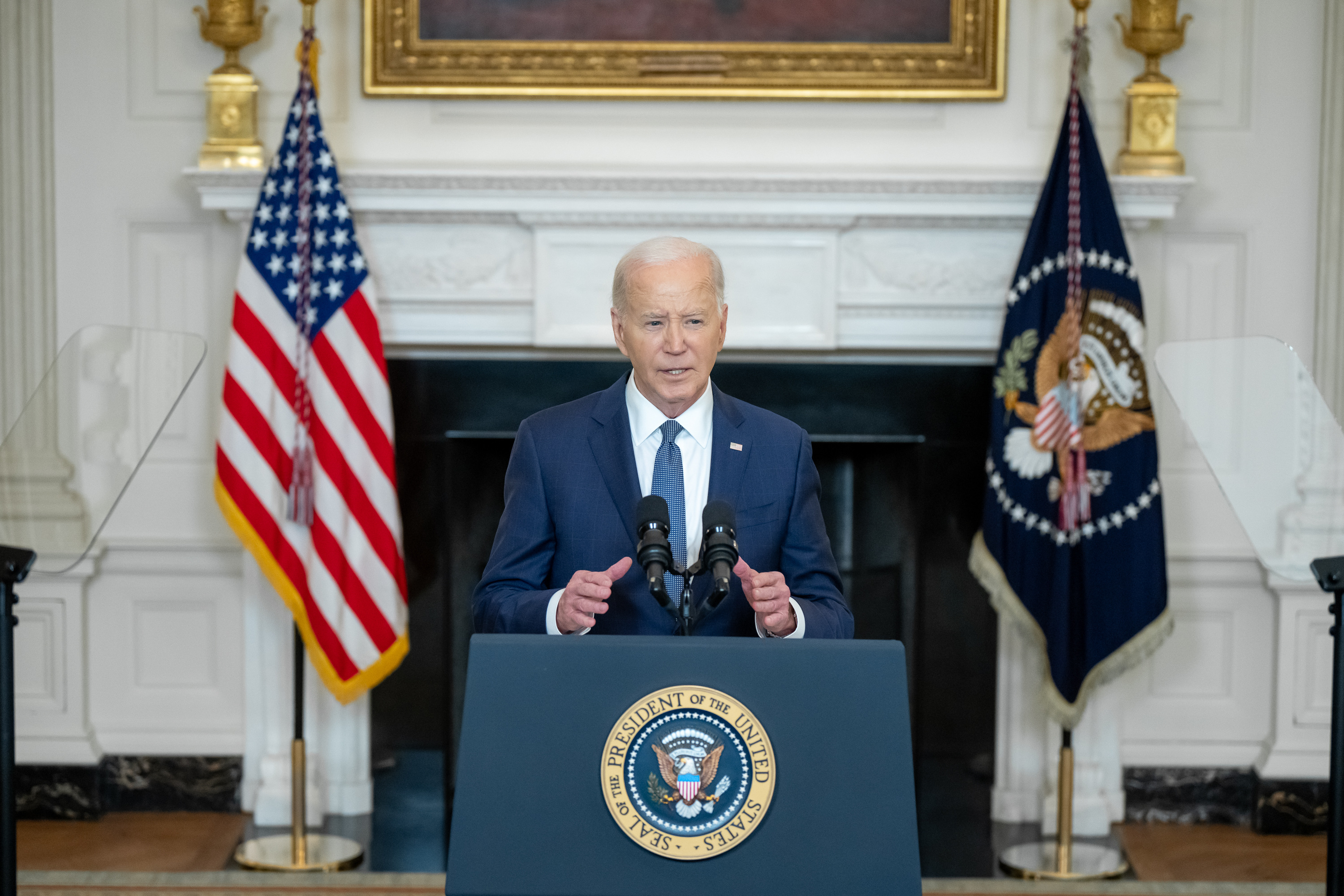
El 31 de mayo de 2024, el presidente estadounidense Joe Biden anunció una propuesta de alto el fuego en línea con la redactada por los mediadores de Egipto y Qatar y respaldada por Hamás a principios de ese mes.

El 31 de mayo de 2024, Biden anunció una propuesta que, según él, había sido redactada por el gabinete de guerra de Israel en el Comedor de Estado de la Casa Blanca, respaldando el plan. Distintas fuentes dicen que Biden afirmó incorrectamente que era una propuesta israelí. Según Al Jazeera, la propuesta de Israel es casi idéntica al acuerdo egipcio-catarí. Estados Unidos compartió el plan con Hamás a través de Catar. Blinken habló con sus homólogos de Egipto, Catar y los Emiratos Árabes Unidos para obtener apoyo a la propuesta. Estados Unidos, Egipto y Catar emitieron una declaración conjunta el 1 de junio instando a Israel y a Hamás a finalizar un acuerdo. Según The Wall Street Journal, las intenciones del líder de Hamás, Yahya Sinwar, de asegurar la longevidad de la organización entraban en conflicto con las intenciones de Israel de derrotar a Hamás. El portavoz del Consejo de Seguridad Nacional de los Estados Unidos, John Kirby, afirmó que Israel aceptaría la propuesta si Hamás aceptaba el acuerdo. Al día siguiente, un funcionario israelí afirmó que un alto el fuego permanente «sólo ocurriría después de que se cumplan todos nuestros objetivos, incluida la destrucción de las capacidades militares y de gobierno de Hamás».
Según funcionarios estadounidenses, Netanyahu no estaba dispuesto a apoyar un alto el fuego y la liberación de rehenes por temor a perder su puesto de primer ministro. Hamás expresó su interés en operar dentro de una propuesta que incluyera una retirada de las fuerzas israelíes, una tregua permanente, el regreso de los palestinos desplazados y un intercambio de prisioneros. El 1 de junio, Netanyahu declaró que la guerra no terminaría hasta que Hamás fuera derrotado militar y operativamente y que un alto el fuego permanente era «imposible». El 2 de junio, un asistente de Netanyahu declaró que Israel estaba de acuerdo con la propuesta de alto el fuego en tres fases de Biden, pero se reservó que «no era un buen acuerdo».
El 10 de junio, el Consejo de Seguridad de la ONU adoptó la Resolución 2735, que respaldaba la propuesta del 31 de mayo, señalaba la aceptación de Israel y pedía a Hamás que aceptara también el acuerdo propuesto. Al día siguiente, Hamás y la Yihad Islámica respondieron a la resolución con enmiendas a la propuesta, incluido un cronograma para un alto el fuego permanente y la retirada de las tropas israelíes, por su parte la oficina del primer ministro israelí declaró: «La afirmación de que Israel aceptó poner fin a la guerra antes de lograr todos sus objetivos es una mentira total». Estados Unidos respondió a las enmiendas propuestas por los palestinos calificándolas de inviables. Al día siguiente, Hamás negó haber añadido nuevas ideas a la propuesta de alto el fuego. El 21 de junio, Hamás declaró: «La prioridad es detener la guerra criminal contra nuestro pueblo» y tres días después, Netanyahu declaró que Israel solo aceptaría un alto el fuego parcial que no pusiera fin a la guerra.

### El Corredor Filadelfia

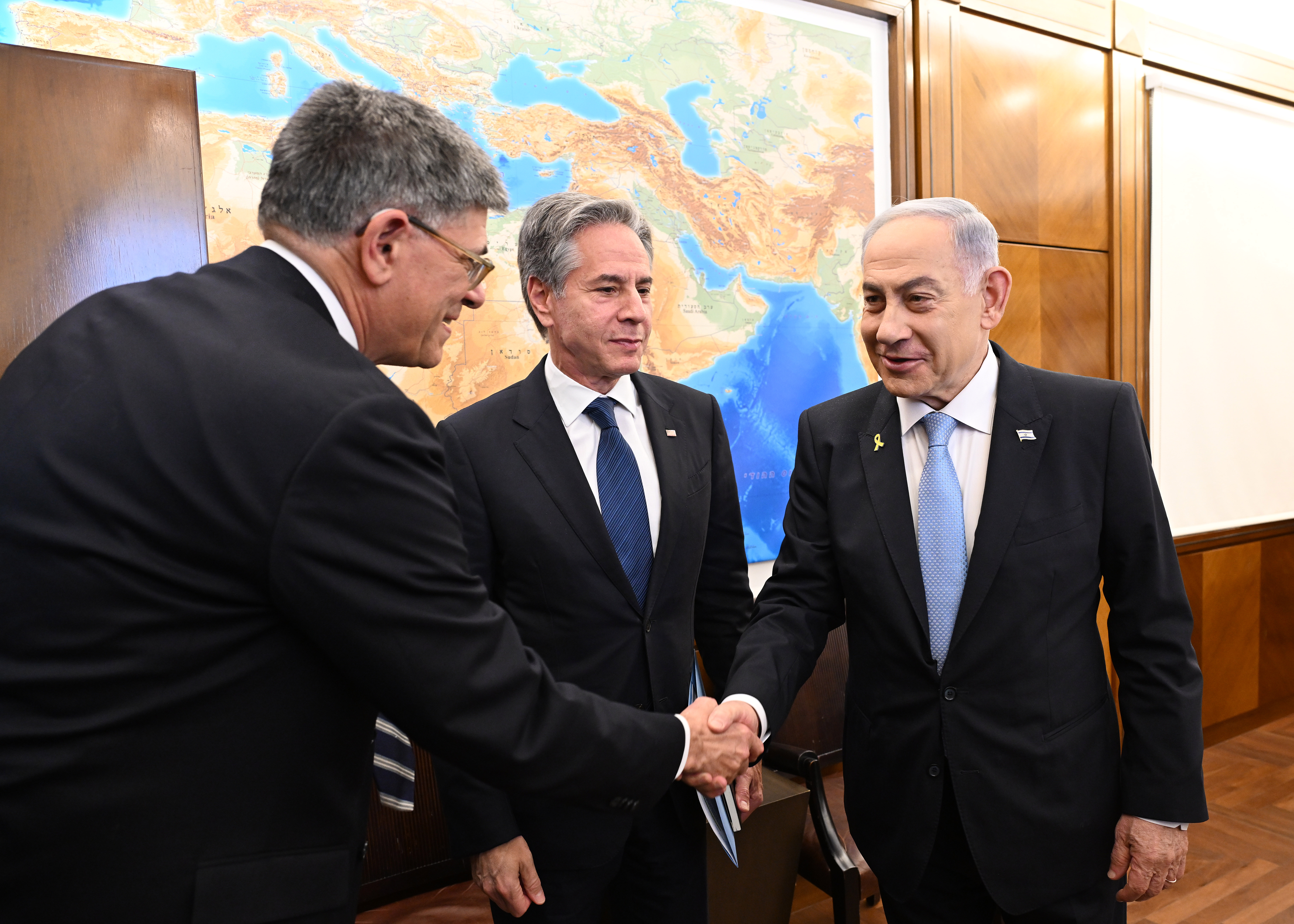
El primer ministro israelí Benjamin Netanyahu con el embajador de Estados Unidos en Israel Jack Lew (izquierda) y el secretario de Estado de Estados Unidos Antony Blinken el 19 de agosto de 2024

En julio, Netanyahu anunció que Israel no pondría fin a su ocupación del Corredor Filadelfia, que constituye la frontera de la Franja de Gaza con Egipto. Esta nueva exigencia contradecía la propuesta de mayo anunciada por Biden. La propuesta de mayo preveía que Israel se retirara de la totalidad de la Franja de Gaza en la segunda etapa; en mayo, Israel aún no había capturado el corredor. Hamás rechazó la nueva exigencia de Netanyahu y pidió a Israel que «se ciña al plan de alto el fuego acordado».
Los palestinos, incluido Hamás, ven la exigencia de ocupar el corredor como el comienzo de una ocupación militar duradera y el retorno de los asentamientos israelíes a Gaza. De hecho, varios ministros del gabinete israelí han declarado abiertamente que quieren que los israelíes se establezcan en Gaza. Netanyahu dijo que quería mantener la ocupación del corredor para evitar el contrabando de armas. Pero otros dijeron que esta exigencia no tenía sentido y que era más probable que Netanyahu la estuviera utilizando para aferrarse al poder. El ministro de Defensa, Yoav Gallant, dijo que el ejército israelí siempre podría recuperar el corredor en ocho horas si fuera necesario. Además, advirtió que sería peligroso dejar soldados israelíes estacionados allí de forma permanente.

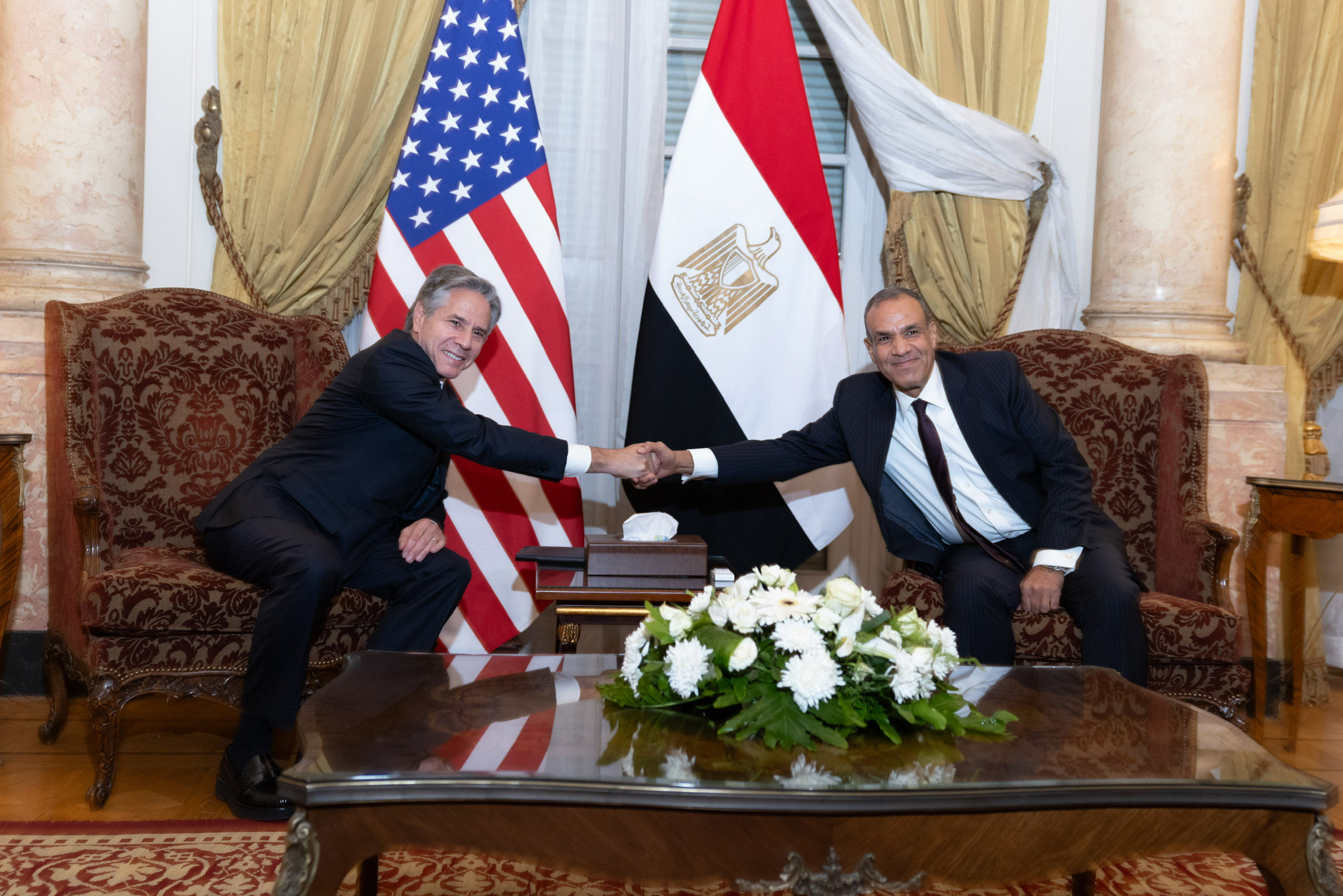
Antony Blinken se reúne con el ministro de Asuntos Exteriores egipcio Badr Abdelatty en El Cairo, Egipto, el 18 de septiembre de 2024

Además de los palestinos, Egipto también se opuso profundamente a una ocupación israelí permanente del corredor de Filadelfia, aunque toleraría una retirada gradual de Israel del corredor. Egipto consideraba que la presencia israelí en el corredor era una violación del Tratado de Paz entre Egipto e Israel de 1979, en virtud del cual cada parte puede tener sólo un pequeño número de soldados en la zona fronteriza. En un momento dado en agosto, Egipto incluso se negó a transmitir una propuesta israelí a Hamás, considerándola objetable.
Otro factor que complicó las cosas fueron las continuas operaciones militares de Israel en la ciudad de Gaza, que, según advirtieron los negociadores, podrían tener «repercusiones desastrosas» para las conversaciones.
En un informe de Haaretz de principios de septiembre de 2024, un socio anónimo de la coalición de Netanyahu declaró que el primer ministro israelí había decidido varias semanas antes que no quería un acuerdo de alto el fuego. Un informe del Canal 12 afirmó que Netanyahu había buscado «implacablemente» bloquear un acuerdo de alto el fuego. Yedioth Ahronoth declaró que Netanyahu había saboteado un acuerdo de alto el fuego con rehenes en julio de 2024 al agregar una serie de demandas adicionales de último momento. A mediados de septiembre de 2024, las autoridades estadounidenses reconocieron en forma privada que la administración Biden no lograría alcanzar un acuerdo de alto el fuego antes del final de su mandato. Según funcionarios estadounidenses anónimos, Joe Biden creía que Netanyahu no quería un alto el fuego y que, en cambio, estaba prolongando el conflicto para beneficiarse políticamente tanto a él como a Donald Trump.

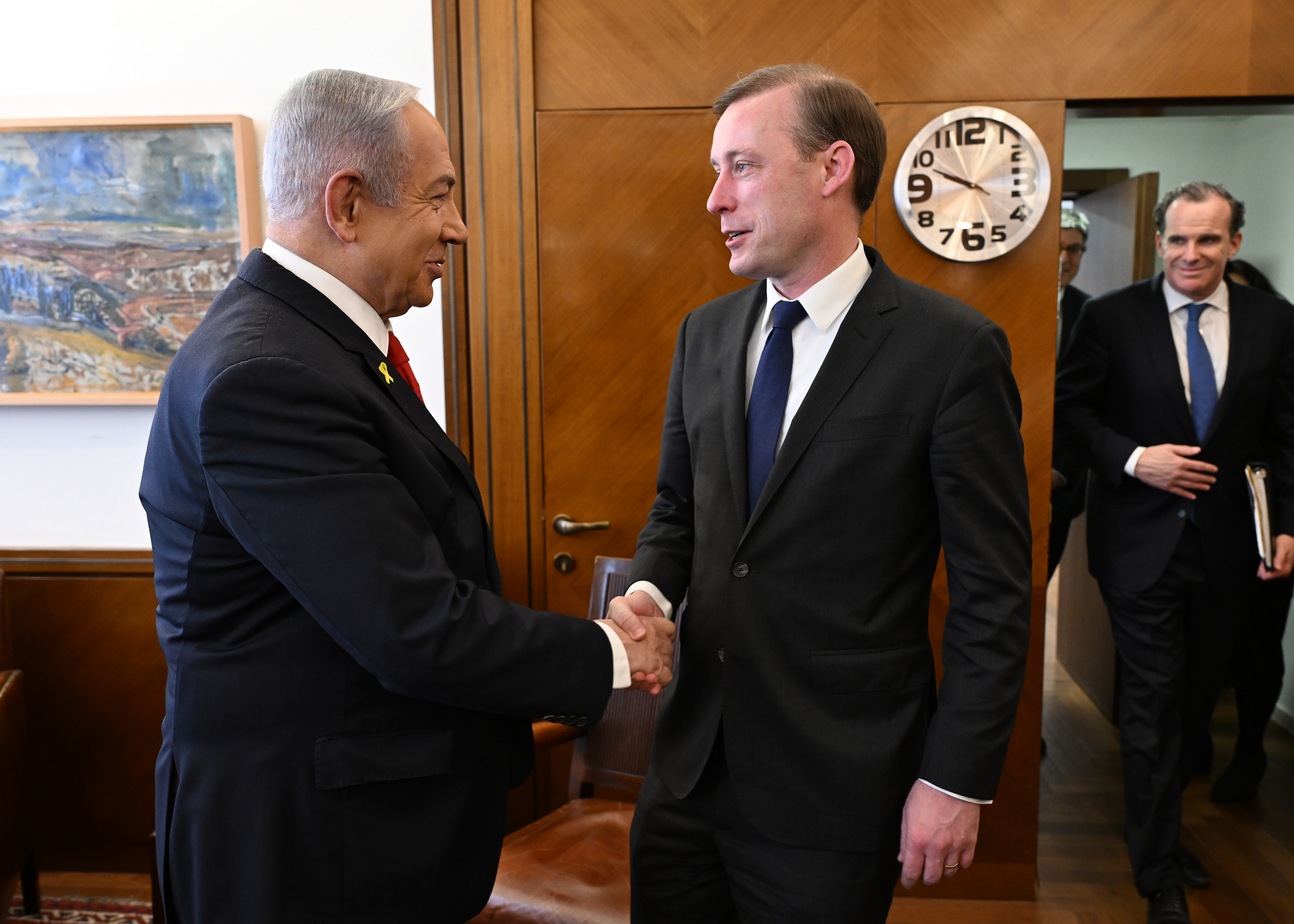
Benjamin Netanyahu con el asesor de seguridad nacional de Biden, Jake Sullivan, y el asesor de la Casa Blanca para Oriente Medio, Brett McGurk (derecha) el 12 de diciembre de 2024

En noviembre de 2024, el ministro de Finanzas israelí, el ultraderechista Bezalel Smotrich, declaró: «En mi opinión, se alcanzará un acuerdo político a finales de año». Altos funcionarios israelíes han sugerido que el gobierno israelí no estaba buscando un acuerdo de rehenes, sino la anexión de grandes partes de la Franja de Gaza. En octubre de 2024, funcionarios estadounidenses dijeron que creían que Sinwar ya no estaba interesado en un acuerdo de alto el fuego con Israel. Estos mismos funcionarios dijeron que Sinwar se había vuelto «inflexible» y «fatalista» a medida que avanzaba la guerra, y añadieron que esperaba que se expandiera hasta convertirse en un conflicto regional más amplio que involucrara a Irán. Tras la elección de Donald Trump como presidente de Estados Unidos en noviembre de 2024, se informó de que el nuevo presidente electo estaba tratando de alcanzar un acuerdo de alto el fuego y de liberación de rehenes antes de su investidura el 20 de enero de 2025. Además, Trump amenazó públicamente a Hamás con represalias no especificadas si no liberaba a los rehenes.
El 17 de diciembre, se informó que Netanyahu había decidido viajar a El Cairo para promover un acuerdo de alto el fuego. Al día siguiente, las diferencias se limaron y finalmente el 13 de enero de 2025, las partes pactaron un borrador final de acuerdo. Finalmente el 15 de enero, se anunció el acuerdo de alto el fuego y el 17 de enero fue aprobado por el gabinete de seguridad de Israel en una votación por la tarde. Más tarde ese mismo día, el Gobierno de Israel ratificó el acuerdo tras una reunión de más de siete horas, en la que 24 ministros votaron a favor y ocho se opusieron. También publicaron una lista con 737 prisioneros palestinos que serán liberados como parte de la primera fase del acuerdo.

## Acuerdo de alto el fuego

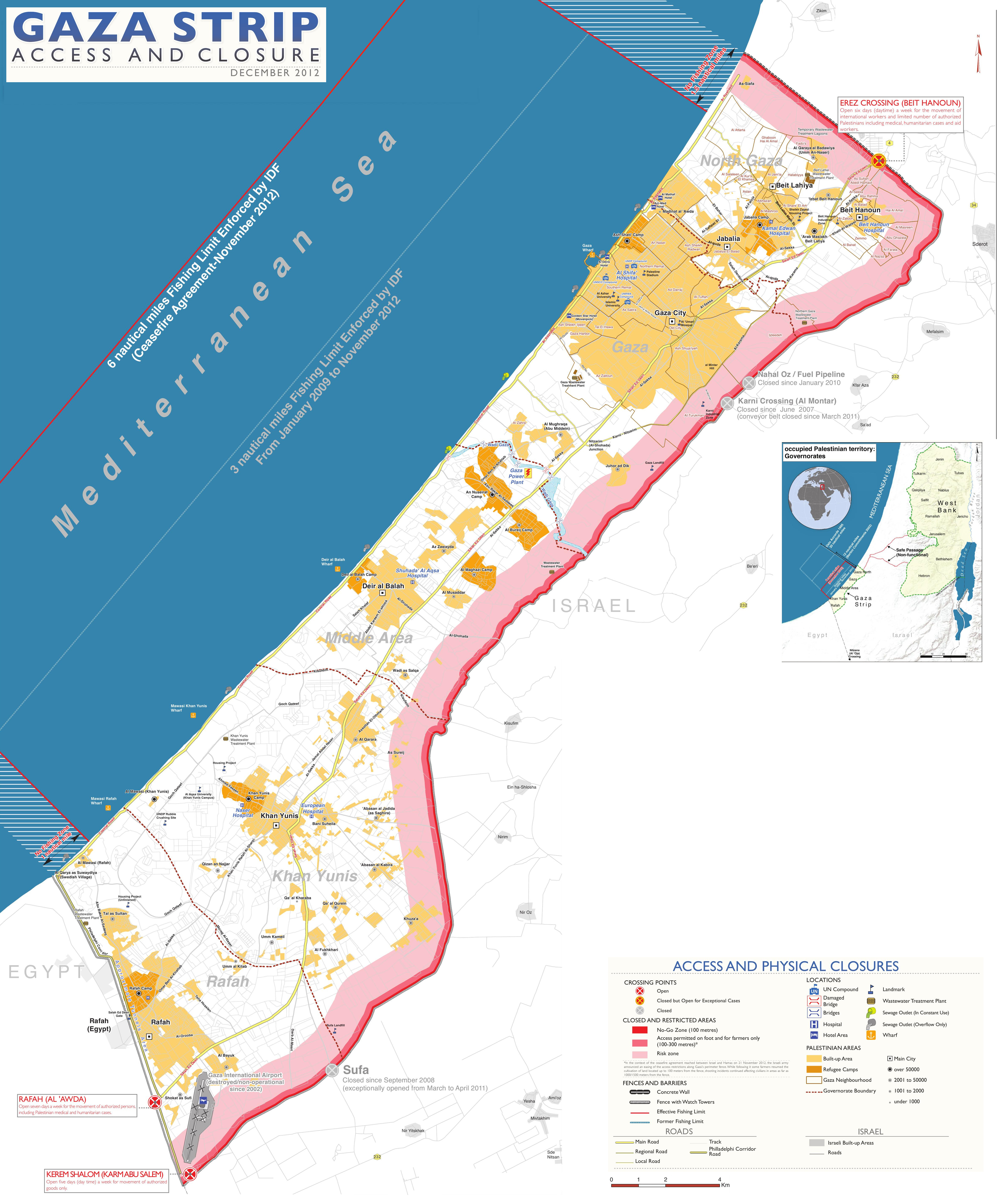
Vista de la Franja de Gaza

El 15 de enero de 2025 se anunció que Israel y el Movimiento de Resistencia Islámica (Hamás) habían alcanzado un acuerdo de alto el fuego en tres fases: la primera, que habría de durar 42 días y comenzaría el domingo 19 de enero, preveía la liberación de treinta y tres rehenes retenidos en la Franja, todos ellos hombres mayores de cincuenta años, mujeres civiles, mujeres soldado o enfermos, a cambio de la puesta en libertad de más de mil prisioneros gazatíes encarcelados durante la guerra en Israel, aunque no de aquellos involucrados en el ataque del 7 de octubre de 2023. Entre los 33 rehenes israelíes que serían liberados en esta fase, tres mujeres serían liberadas el primer día cuatro más el séptimo día y otros 26 durante las siguientes cinco semanas. Israel liberaría de treinta a cincuenta presos palestinos por cada rehén liberado. Nueve de ellos serían varones enfermos que se intercambiarían por 110 presos palestinos condenados a cadena perpetua. Otros dos rehenes serían Avera Mengistu y Hisham al-Sayed, que llevaban retenidos en la Franja desde 2014 y 2015, y que serían liberados a cambio de 77 presos palestinos, 47 de los cuales ya habían sido liberados en el intercambio de Guilad Schalit en 2011 y detenidos de nuevo por Israel.
Según lo acordado, a partir del séptimo día de alto el fuego, el ejército israelí se retiraría de los núcleos urbanos gazatíes, del corredor Netzarim y de ciertas partes del corredor Filadelfia, y se apostaría en un perímetro de 700 metros alrededor de la Franja, si bien podría permanecer en cinco ubicaciones en el interior de la misma, como mucho hasta 400 metros de distancia de la frontera. Además, a partir del séptimo día del alto el fuego, se permitiría que cientos de miles de personas desplazadas regresasen a sus hogares en el norte de la Franja de Gaza siempre que lo hicieran a pie, desarmados y por la carretera de la costa, aunque no se establecerían puestos de control para regular su paso. A partir del vigésimo segundo día, la carretera de Saladino se abriría también para facilitar el regreso de los desplazados al norte de la Franja. Por otro lado, se aseguraría la entrada de unos 600 camiones de ayuda humanitaria diaria, en el territorio después de quince meses de guerra. Para poder facilitar esta última medida, que planeaba la entrada de cincuenta camiones diarios de combustible «incluido el combustible necesario para el funcionamiento de la planta eléctrica, el comercio y el equipo necesario para la remoción de escombros, la rehabilitación y el funcionamiento de hospitales, centros de salud y panaderías en todas las áreas de la Franja de Gaza» y de trescientos destinados al norte de la Franja, se procedería a abrir el paso fronterizo de Rafah una vez que fuesen liberadas todas las mujeres rehenes israelíes. También se permitiría la entrada de 60 000 casas preconstruidas y de 200 000 tiendas de campaña durante la primera fase del alto el fuego.

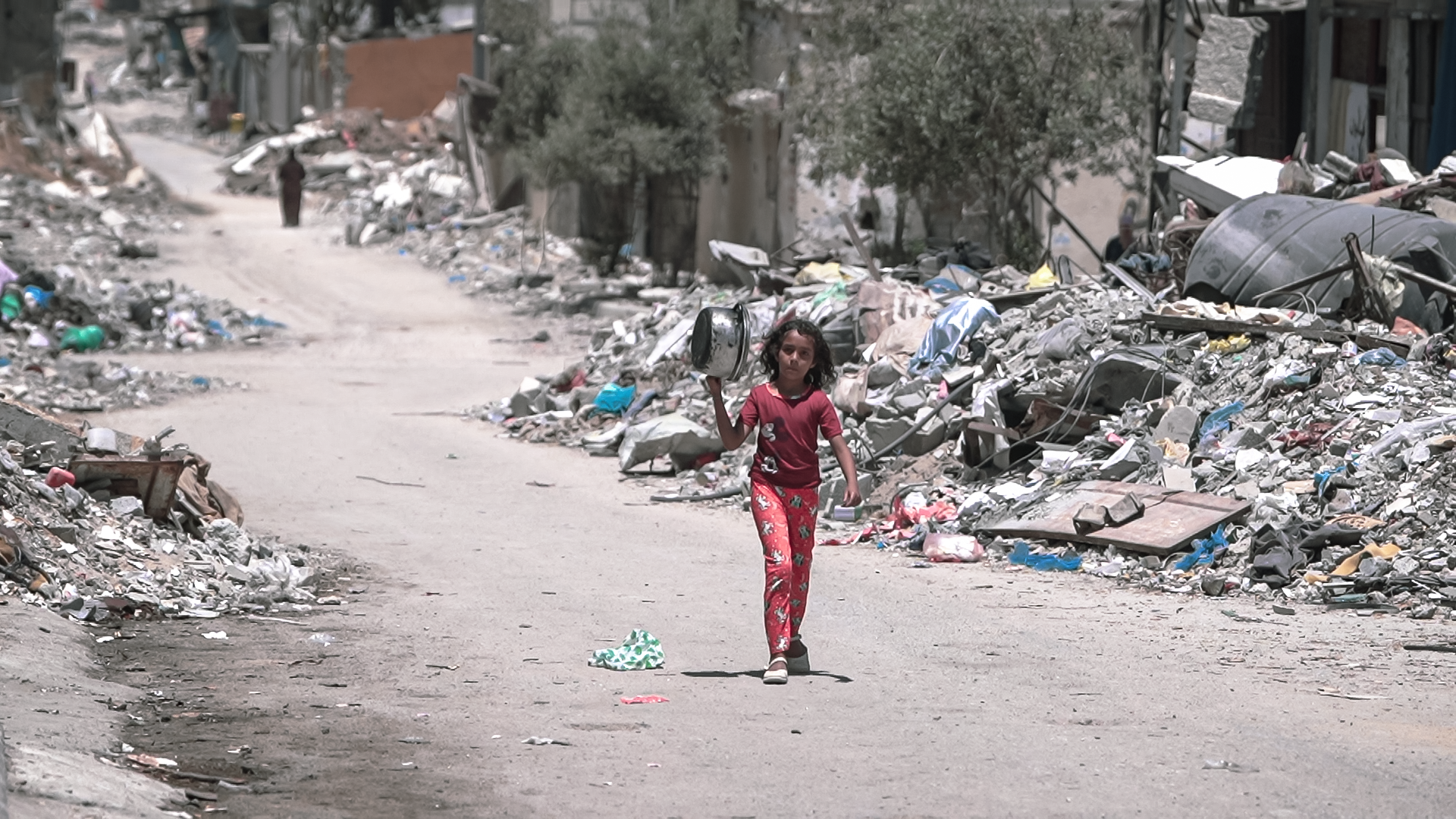
Una niña palestina camina por una calle devastada en Gaza buscando comida

En el decimosexto día de alto el fuego se comenzaría a negociar la segunda fase del mismo, que también duraría seis semanas y en la que se liberarían a los rehenes varones, tanto soldados como civiles menores de cincuenta años, a cambio de la retirada total de las fuerzas israelíes de la Franja de Gaza, incluido del corredor Filadelfia, que habría de abandonar por completo en el día cincuenta del alto el fuego. Tanto Israel como Hamás declararían en esta fase el cese definitivo de las hostilidades. En la tercera fase se procedería a la entrega de los restos mortales de los restantes rehenes, a cambio de que Israel libere los restos de los palestinos fallecidos que tiene en su poder y al inicio de la reconstrucción y de los debates sobre el futuro político de esta devastada región palestina. Israel pondría fin al bloqueo de la Franja de Gaza y Hamás no reconstruiría sus capacidades militares.
El 4 de febrero, Hamás confirmó que se habían iniciado la segunda fase de las conversaciones del acuerdo de alto el fuego y que el posible acuerdo se centrara en la reconstrucción del enclave, una declaración de alto el fuego permanente y nuevos intercambios de rehenes y presos, también acusó a Israel de «obstruir el protocolo humanitario» del acuerdo. Por su parte el primer ministro israelí, anunció que una delegación de su Gobierno viajará a Doha, para participar en las negociaciones con Hamás para la aplicación de la segunda fase del acuerdo.
El 10 de febrero, el portavoz del brazo armado de Hamás, Abu Obaida, anunció que el grupo palestino retrasará «hasta nuevo aviso» las liberaciones de rehenes previstas para el sábado, 15 de febrero, debido a que las autoridades israelíes no habían cumplido con las condiciones acordadas en el acuerdo de alto el fuego al ralentizar el regreso de los desplazados al norte de la Franja de Gaza, seguir atacando a la población civil y obstaculizar la entrada de ayuda humanitaria. El 13 de febrero, Hamás  anunció que liberaría a los rehenes como estaba previsto tras recibir confirmación de los mediadores egipcios y cataríes sobre la eliminación de los obstáculos puestos por Israel a la aplicación de las disposiciones humanitarias del acuerdo de alto el fuego.

### Supervisión y garantes
Según la propuesta, las actividades en la Franja de Gaza serían supervisadas por Egipto, Catar y las Naciones Unidas, quienes, junto con Estados Unidos, garantizarían la propuesta y sus disposiciones. Hamás afirmó que recibieron promesas de que tanto Egipto como Biden garantizarían la implementación del acuerdo.

## Cese el fuego e intercambio de prisioneros
El acuerdo de alto el fuego fue confirmado por la oficina del primer ministro israelí, poco después de la medianoche del 18 de enero, hora local. El alto el fuego debía entrar en vigor el viernes 19 de enero de 2025 a las 8:30 a. m. hora local. Según el acuerdo, Hamás debía publicar los nombres de los tres rehenes que serían liberados el domingo para el sábado. Sin embargo, Hamás no publicó los nombres antes de la fecha límite, por lo que Israel pospuso el inicio del alto el fuego. Durante ese tiempo, Israel continuó atacando el norte y el centro de Gaza, matando al menos a trece personas e hiriendo a más de treinta. Hamás publicó los nombres a través de Telegram, y el alto el fuego entró en vigor tres horas después, a las 11:30 a. m.  Netanyahu afirmó que si las conversaciones para la siguiente etapa fracasaban, «nos reservamos el derecho de volver a la guerra, si es necesario, con el respaldo de Estados Unidos».

### Primer intercambio
Más tarde, Hamás entregó a la Cruz Roja a tres mujeres: Romi Gonen, de 24 años (secuestrada en el festival de música Nova); Emily Damari, de 28 años, y Doron Steinbrecher, de 31 años (secuestradas en el kibutz Kfar Aza). La Cruz Roja las trasladó a posiciones israelíes en Gaza y de allí a Israel. Por su parte Israel liberó a 90 prisioneros palestinos, incluidos 69 mujeres y 21 adolescentes, algunos de ellos de tan solo 12 años, de Cisjordania y Jerusalén ocupadas. Entre los liberados se encontraba Jalida Yarrar, de 62 años, que había estado detenida durante seis meses en régimen de aislamiento bajo «detención administrativa», que permite a las autoridades israelíes encarcelar a sospechosos indefinidamente sin presentar cargos ni veredicto judicial. Posteriormente, ese mismo día, más de 200 camiones que transportaban ayuda humanitaria y combustible entraron en la Franja de Gaza a través de Egipto. A estos se sumaron otros 630 camiones que accedieron a la Franja al día siguiente, la mitad de ellos se dirigieron hacia el norte del enclave, según la ONU.
El 20 de enero, Hamás denunció la «gran diferencia» entre el estado de salud de las rehenes liberadas y los palestinos excarcelados, así afirmaron que «Las imágenes de la entrega al enemigo de tres mujeres prisioneras muestran su total salud física y psicológica, mientras que nuestros presos muestran signos de abandono y agotamiento, lo que representa la gran diferencia entre los valores y morales de la resistencia y la barbarie y el fascismo de la ocupación». Reuters informó que «muchos» de estos 90 prisioneros palestinos «fueron detenidos recientemente por Israel y no habían sido juzgados ni condenados». Ese mismo día, la Oficina de la ONU para la Coordinación de Asuntos Humanitarios (OCHA) informó que un total de 915 camiones con ayuda humanitaria habían entrado ese día en la Franja de Gaza. Por su parte la OMS anunció un plan para incrementar el número de camas en algunos hospitales tanto en el norte como en el sur de la Franja y desplegar profesionales sanitarios desde el extranjero.

### Segundo intercambio

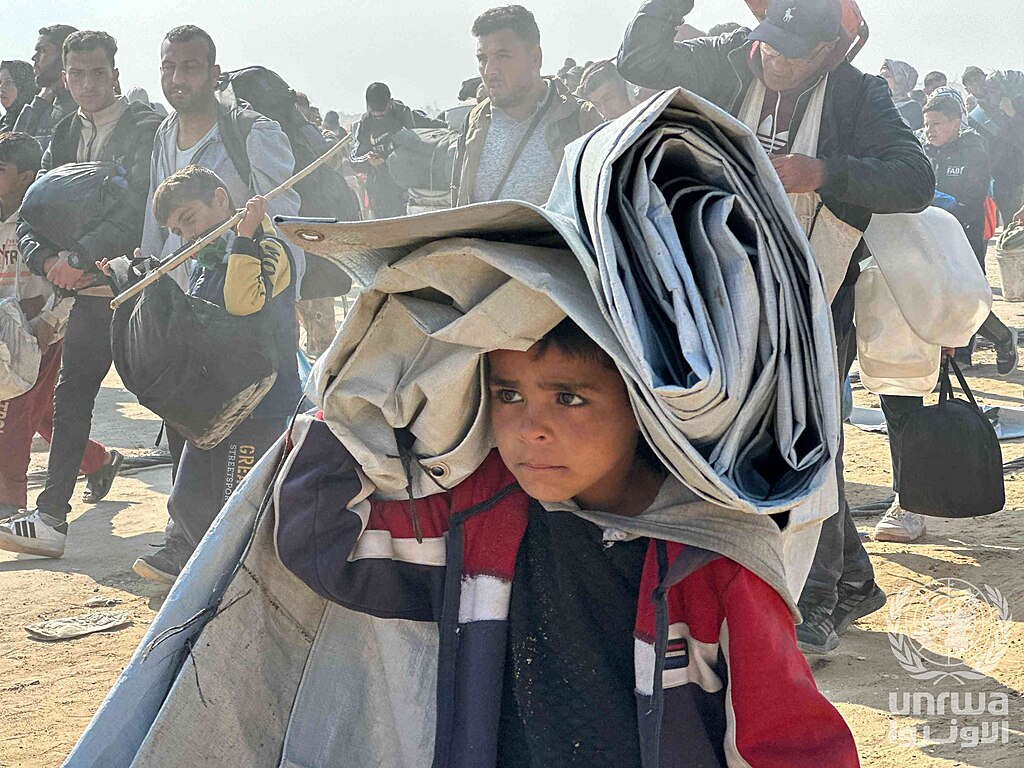
Regreso de personas desplazadas por la calle Al-Rasheed tras el alto el fuego, enero de 2025, Franja de Gaza

El 24 de enero, Hamás publicó los nombres de otras cuatro rehenes israelíes, todas ellas militares capturadas en el ataque de Hamás contra la base del Ejército de Israel en Nahal Oz, que liberó el día siguiente en el marco del acuerdo de alto el fuego, a cambio Israel liberó a 200 palestinos. De ellos 114, fueron excarcelados de la cárcel de Ofer y trasladados a Ramala, dieciséis fueron trasladados a la ciudad gazatí de Jan Yunis y el resto, unos 70, fueron liberados de la prisión de Ketsiot, en el Néguev, y enviados al cruce de Kerem Shalom, en la frontera con Egipto a donde fueron deportados. Uno de los palestinos liberados es Mohammed al-Tous, miembro de Fatah, quien estuvo encarcelado en prisiones israelíes durante 39 años.
El 25 de enero, el portavoz de las FDI, Daniel Hagari, afirmó que Hamás violó el acuerdo de intercambio de rehenes al liberar a las mujeres soldados antes de devolver a todas las mujeres civiles. El primer ministro emitió un comunicado en el que afirmaba que, como resultado de la violación, Israel no permitirá el regreso de los habitantes de Gaza al norte de Gaza hasta que se libere a la última mujer civil, Arbel Yehud, que debía ser liberada el 25 de enero. Por su parte Hamás aseguró que Arbed Yehud sigue viva y que no fue liberada por problemas logísticos dado que está en manos de una milicia afín a la Yihad Islámica Palestina y que es necesario un traslado y acusó a Israel de «estar demorando el cumplimiento del alto el fuego usando a la prisionera como pretexto». Durante dos días, miles de palestinos acamparon en las cercanías del corredor Netzarim hasta que, finalmente, en la noche del 26 al 27 de enero, Hamás anunció que el 30 de enero liberaría a tres rehenes, entre ellos Arbel Yehud, Agam Berger y otro rehén adulto, tras lo que Israel desbloqueó la carretera de Rashid y la población del norte de la Franja comenzó a volver a sus hogares.

### Tercer intercambio

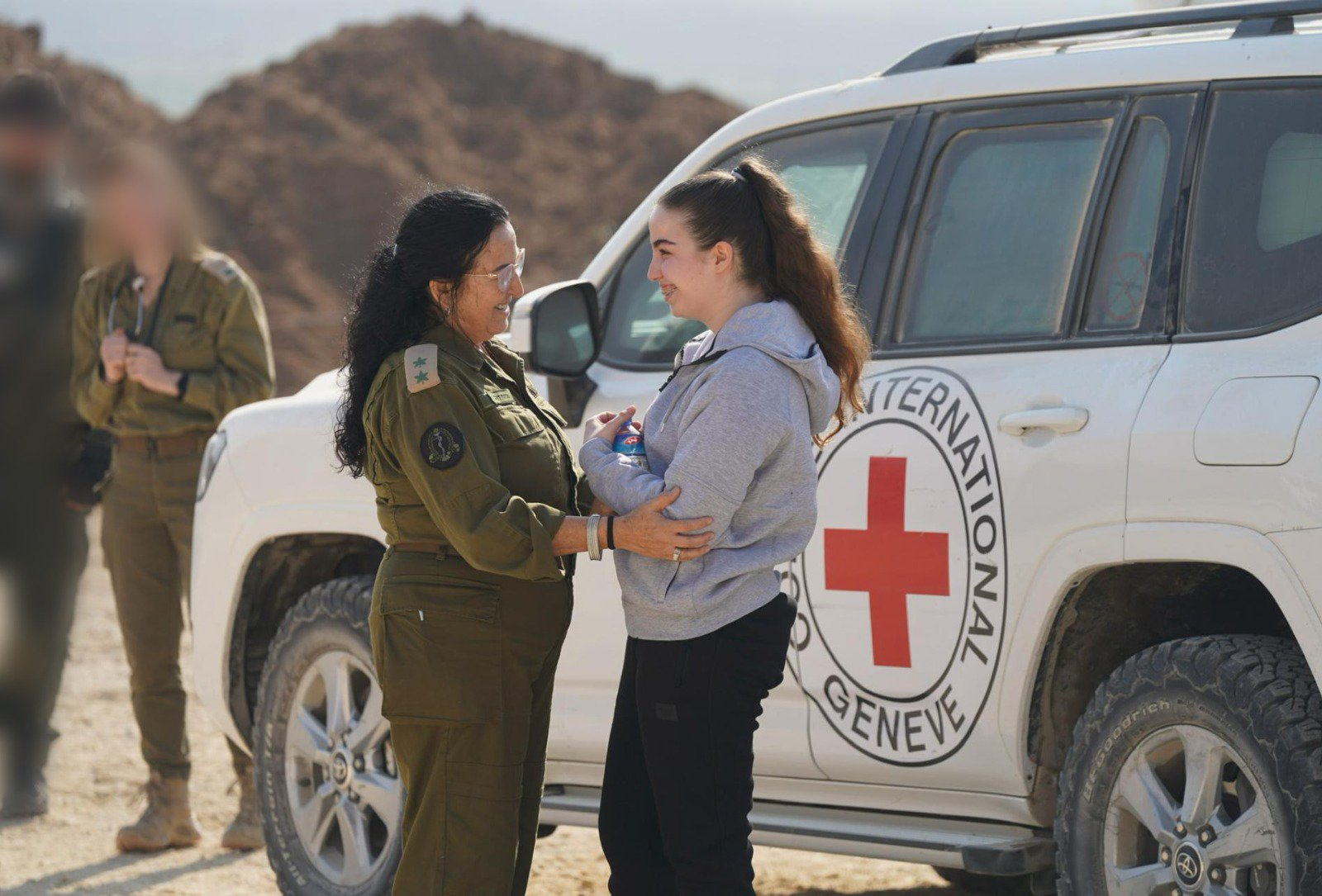
Llegada de Agam Berger a las FDI después de ser liberada por Hamás el 30 de enero de 2025.

El 29 de enero, Hamás publicó los nombres de los tres rehenes que se espera que sean liberados el 30 de enero: Arbel Yehoud, Agam Berger y Gadi Moses. Además, según la información presentada a los mediadores en el acuerdo, cinco ciudadanos tailandeses también serían liberados ese mismo día.
El 30 de enero, la Yihad Islámica Palestina liberó a la soldado israelí Agam Berger, durante un acto celebrado en el campamento de refugiados de Yabalia, situado en el norte de la Franja de Gaza, luego fue entregada a un equipo del Comité Internacional de Cruz Roja (CICR) y posteriormente trasladada a posiciones de las FDI. Poco después la misma organización palestina liberó en Jan Yunis a los civiles israelíes Arbel Yehud y Gadi Mozes, este último de 80 años, y a cinco civiles tailandeses: Pongsak Thenna, Sathian Suwannakham, Watchara Sriaoun, Bannawat Seathao y Surasak Lamnau
Netanyahu ordenó «demorar» la excarcelación de los prisioneros palestinos que tenían que ser liberados ese día, según afirmó, hasta que se pueda garantizar la seguridad de futuras liberaciones como protesta por la entrega aparentemente caótica de varios rehenes en Jan Yunis. Más tarde, la oficina de Netanyahu dijo que los mediadores se habían comprometido a garantizar que los prisioneros israelíes liberados en futuros intercambios puedan tener un retorno «seguro». Por su parte Israel liberó a 110 prisioneros palestinos, incluidos al menos treinta menores. Veintitrés prisioneros que cumplían cadena perpetua por delitos más graves, fueron trasladados a Egipto para ser deportados.

### Cuarto intercambio

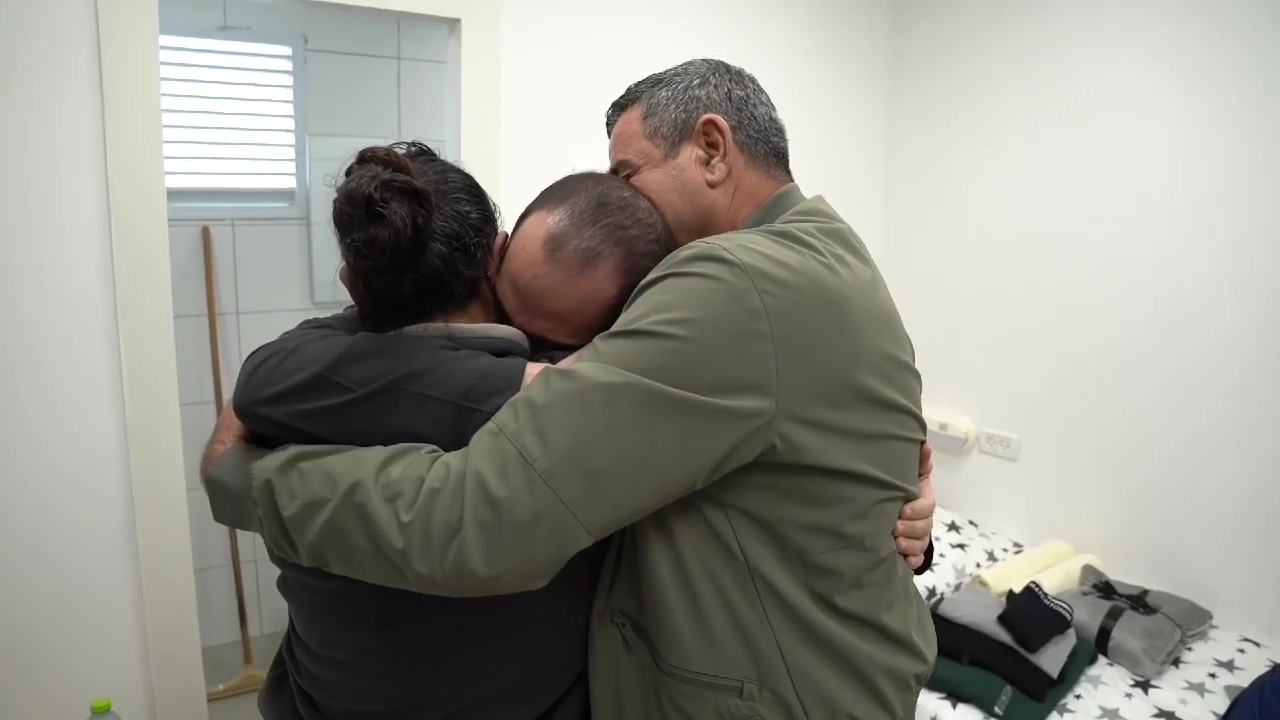
Yarden Bibas se encuentra con su padre y su hermana después de ser liberado el 1 de febrero de 2025.

El 31 de enero, Hamás anunció que Ofer Kalderon (de 54 años y con nacionalidad franco-israelí), Seith Siegel (de 65 años y con ciudadanía estadounidense) y Yarden Bibas serían liberados al día siguiente. Bibas, de 35 años, fue secuestrado en el kibutz Nir Or, junto con su esposa, Shiri, y sus hijos Ariel y Kfir, de cuatro años y nueve meses de edad, respectivamente. Según Hamás Shiri y los dos niños murieron a causa de un bombardeo israelí.
El 1 de enero, Hamás entregó a representantes de la Cruz Roja a los tres rehenes israelíes. Las dos primeras liberaciones comenzaron a las 08:00 en la ciudad gazatí de Jan Yunis, donde la organización palestina liberó a Ofer Kalderon y Yarden Bibas, mientras que el estadounidense-israelí Keith Siegel fue liberado a las 09:30, una hora y media después en el puerto de la ciudad de Gaza. Por su parte Israel liberó a 183 prisioneros palestinos que fueron trasladados a Ramala (Cisjordania) y a la ciudad gazatí de Jan Yunis. La Cruz Roja, denunció que la dignidad de los presos palestinos liberados estaba siendo violada porque están siendo trasladados con las manos esposadas sobre sus cabezas, en postura de completo sometimiento, y con un brazalete en la muñeca con la inscripción «El pueblo eterno (Israel) no olvida».

### Quinto intercambio
El 8 de febrero, Hamás liberó a tres rehenes israelíes, Or Levi, Eli Sharabi y Ohad Ben Ami, tres varones de 34, 52 y 56 años, respectivamente, capturados durante los ataques del 7 de octubre de 2023. Todos ellos fueron entregados a la Cruz Roja tras una ceremonia realizada esta vez en la céntrica localidad gazatí de Deir al-Balá. Posteriormente la Cruz Roja los trasladó a un puesto militar israelí donde fueron sometidos a una evaluación médica. Según las autoridades médicas israelíes los rehenes sufrían malnutrición grave y pérdida de peso.
Unas horas después Israel, liberó a 183 presos palestinos. 42 presos palestinos procedentes de la prisión de Ofer fueron liberados en la ciudad cisjordana de Ramala, mientras que el resto fueron liberados en la ciudad gazatí de Jan Yunis. Siete excarcelados, acusados de delitos graves, fueron expulsados del territorio palestino. Siete de los presos palestinos liberados, fueron ingresados en el Hospital Istishari de Ramala debido a su precario estado de salud. Muchos palestinos liberados durante la tregua estaban demacrados y débiles y denunciaron palizas y abusos de los guardias. Uno de los presos liberado denunció que fueron apalizados unos días antes de la liberación y que fueron agredidos por los guardias israelíes, justo antes de su entrega a la Cruz Roja.
El Comité Internacional de la Cruz Roja (CICR) dijo que estaba «cada vez más preocupado por las condiciones en que se llevan a cabo las operaciones de liberación» y solicitó a las partes, incluidos los mediadores, que «asuman la responsabilidad de garantizar que las futuras liberaciones sean dignas y privadas».
Al día siguiente del intercambio, que fue el punto medio de los 42 días de duración de la Fase 1 del acuerdo, Israel se retiró del Corredor Netzarim, con lo que las tropas israelíes únicamente conservan el control sobre «una pequeña franja de tierra en el sur de Gaza, cerca de la frontera con Egipto, y una zona de amortiguación a lo largo de la frontera israelí».

### Sexto intercambio
El 14 de febrero, la Yihad Islámica palestina anunció que liberaría al civil israelí-ruso Alexander Trufanov, mientras que Hamás anunció que liberaría a otros dos civiles: el estadounidense-israelí Sagui Dekel-Chen y el argentino-israelí Yair Horn, al día siguiente. Por su parte Israel liberará a cambio a 369 palestinos encarcelados en Israel, incluidos 36 condenados a cadena perpetua.
El 15 de febrero, Hamás y la Yihad Islámica liberaron a los tres prisioneros israelíes y los entregaron sobre las 09:30h a un convoy de la Cruz Roja tras una ceremonia de liberación en la ciudad gazatí de Jan Yunis. Después Israel liberó a 369 prisioneros palestinos, 333 habían sido retenidos por Israel bajo detención administrativa (una práctica que permite a Israel encarcelar a palestinos sin cargos formales ni juicio). Los prisioneros fueron liberados con sudaderas proporcionadas por el Servicio de Prisiones de Israel que decían en árabe «No olvidaremos ni perdonaremos» junto con la Estrella de David. Algunos de los prisioneros liberados arrojaron sus sudaderas al suelo y las quemaron al llegar a Gaza. De los treinta y seis que cumplían cadena perpetua, doce fueron liberados y enviados a Cisjordania y Jerusalén Este, mientras que el resto se exilió en el extranjero. Hamás criticó la sudadera diciendo que los mensajes en las camisetas eran racistas. Una fuente anónima dentro del gobierno israelí también condenó las camisetas diciendo que eran «problemáticas» y «que el nivel político no fue informado sobre la decisión».
Algunos de los liberados tenían problemas para caminar y otros presentaban signos de tortura física. Muchos de los palestinos excarcelados por Israel habían perdido mucho peso y confirmaron que se les negaba comida en cautiverio israelí; un palestino fue encarcelado en una prisión israelí pesando 95 kg pero salió pesando sólo 45 kg. Cuatro de los prisioneros palestinos liberados fueron trasladados inmediatamente a un centro médico debido a «la gravedad de sus condiciones de salud».

### Séptimo intercambio
El 18 de febrero, el portavoz de Hamás, Khalil al-Hayya, anunció que el 20 de febrero entregara a la Cruz Roja los cuerpos de cuatro rehenes, entre ellos los de la familia Bibas, y que liberara a seis rehenes vivos el 22 de febrero, entre ellos Avera Mengistu y Hisham al-Sayed, que fueron capturados en 2014 y 2015 respectivamente después de cruzar a Gaza por su propia voluntad, tras lo que fueron detenidos y puestos bajo custodia de Hamás. A cambio, Israel liberaría a 600 prisioneros y detenidos palestinos, y a todas las mujeres y menores de 19 años detenidos desde octubre de 2024 y permitirá el ingreso de equipamiento pesado en la Franja «para recuperar los cuerpos de los mártires». Algunos de los que serán liberados cumplen cadena perpetua por ataques contra Israel y otros fueron detenidos sin cargos ni sentencia.
El 20 de febrero, Hamás entregó los cadáveres de Shiri Bibas, sus hijos Ariel y Kfir, y Oded Lifshitz, en una ceremonia celebrada en Bani Suhaila, al este de Jan Yunis, en la que se colocaron cuatro ataúdes con una fotografía de cada uno de ellos, así como mensajes de propaganda. En el escenario preparado por Hamás para el acto se colocó una pancarta de gran tamaño en la que el grupo acusaba a Israel de estar detrás de la muerte de estas cuatro personas, así como municiones que según dijeron usaron el Ejército israelí en los ataques que habrían causado sus muertes. El Alto Comisionado de las Naciones Unidas para los Derechos Humanos, Volker Turk, condenó la ceremonia a la que calificó como «aberrante» y «cruel» y afirmó que se llevó a cabo en violación del derecho internacional: «Según el derecho internacional, cualquier entrega de los restos de los fallecidos debe cumplir con la prohibición de tratos crueles, inhumanos o degradantes, asegurando el respeto a la dignidad de los fallecidos y sus familias». Por su parte el Gobierno gazatí criticó el doble rasero mostrado por el CICR a la hora de tratar a las fallecidos según sean palestinos o israelíes «Mientras la Cruz Roja celebra solemnes ceremonias oficiales al recibir los cuerpos de los prisioneros israelíes, entrega los cuerpos de los mártires palestinos en bolsas azules que son arrojadas a camiones que carecen de los elementos más básicos de la dignidad humana».
El 21 de febrero, las FDI dijeron que las pruebas forenses revelaron que uno de los cuatro cuerpos entregados por Hamás no era el de Shiri Bibas ni el de ningún otro rehén israelí retenido por Hamás y exigieron que entregara el cuerpo de Shiri Bibas. En cuanto sus hijos, Ariel y Kfir, Israel dijo que las pruebas forenses mostraban que los niños fueron «brutalmente asesinados en cautiverio en noviembre de 2023 por terroristas». Ese mismo día, Hamás declaró que había entregado los restos de Shiri Bibas a la Cruz Roja. Al día siguiente, el Foro de Familiares de Rehenes y Desaparecidos afirmó que los expertos forenses habían identificado su cuerpo.

### Octavo intercambio

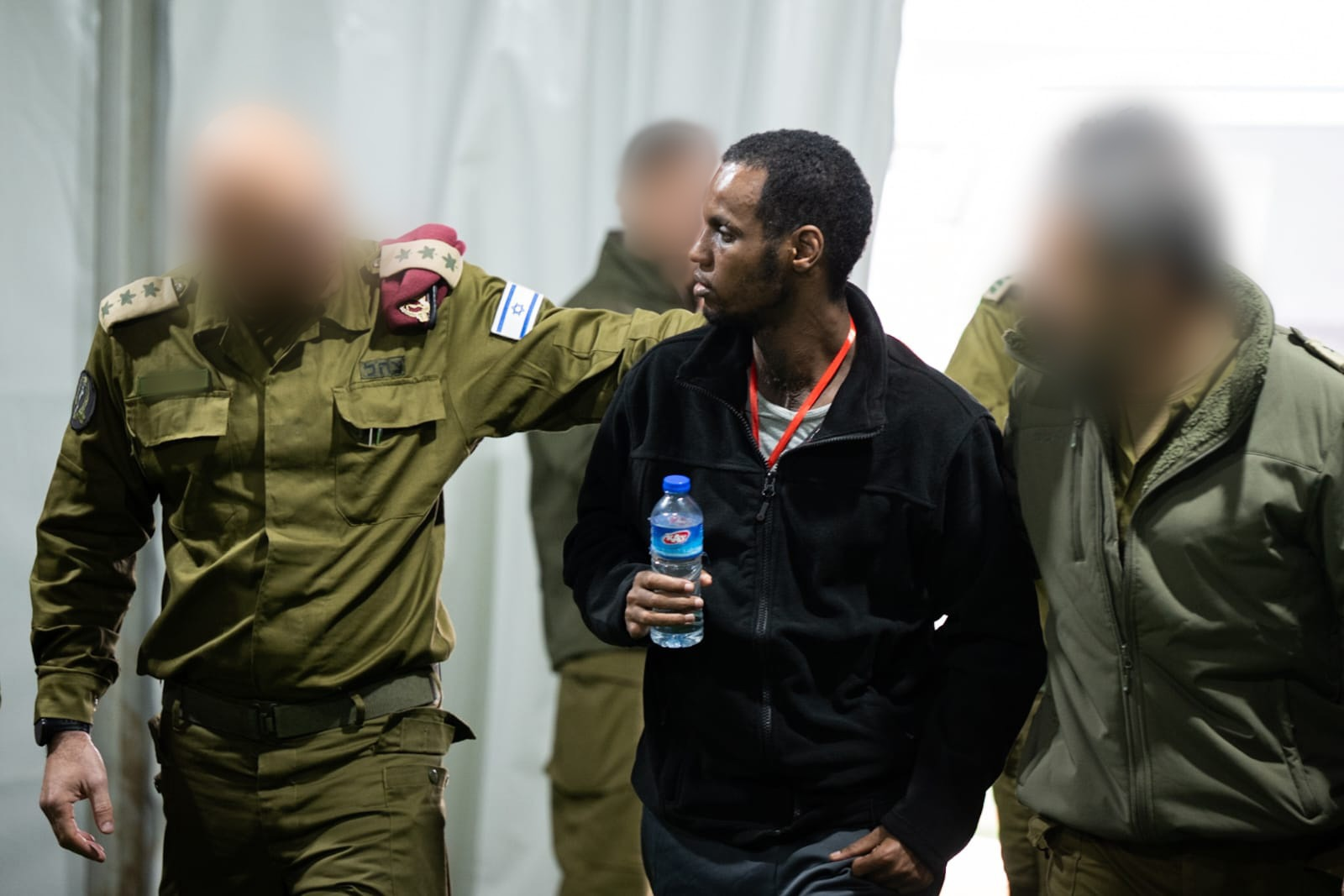
Avera Mengistu con soldados israelíes después de su liberación el 22 de febrero de 2025

El 21 de febrero, Hamás anunció que liberaría a seis rehenes israelíes Eliya Cohen, Omer Shem-Tov, Omer Wenkert, Tal Shoham, Avera Mengistu y Hisham al-Sayed. Los dos últimos estuvieron retenidos en Gaza durante más de una década, después de haber ingresado a la Franja  por su propia voluntad. Al día siguiente, Hamás liberó a los seis israelíes. Avera Mengistu y Tal Shoham fueron liberados a las 09:00h en la ciudad Rafá, en el sur de la Franja. Mientras que Eliya Cohen, Omer Wenkert y Omer Shem Tov fueron liberados a las 11:30h de la mañana en el campamento de refugiados de Nuseirat y entregados a la Cruz Roja que los trasladó a posiciones de las FDI. Así mismo Hamás entregó a Hisham al Sayed a los responsables de la Cruz Roja, en este caso no hubo ninguna ceremonia en un gesto de respeto por su condición de ciudadano árabe israelí.
El 22 de febrero de 2025, tras la liberación de seis israelíes por parte de Hamás, Israel canceló la liberación de los 620 prisioneros palestinos previstos en el acuerdo. En una declaración, el primer ministro israelí, Benjamín Netanyahu, indicó que había ordenado suspender indefinidamente la liberación y que solo liberaría a los prisioneros palestinos después de que se confirmara que las futuras liberaciones de rehenes se producirán sin ceremonias, a las que calificó de «humillantes».

### Noveno intercambio
El 25 de febrero, Israel y Hamás anunciaron que habían llegado a un acuerdo para intercambiar los cuerpos de cuatro rehenes israelíes a cambio de que las autoridades israelíes desbloqueen la liberación de los más de 600 presos que deberían haber sido excarcelados en el último proceso de intercambio. El medio de comunicación israelí Ynet informó de que los cuerpos se entregarán a las autoridades egipcias sin ninguna ceremonia pública. Los presos que serán liberados por Israel incluyen a 151 condenados a cadena perpetua —de los que 97 serán deportados al extranjero—, 445 que fueron detenidos tras el 7 de octubre y 24 mujeres y niños. Al día siguiente por la noche, Hamás entregó a la Cruz Roja los cuerpos de los cuatro rehenes. Según aseguró Netanyahu, los cuatro rehenes cuyos cadáveres fueron entregados por Hamás, fueron «asesinados» por el grupo, bien el 7 de octubre de 2023 o posteriormente durante su cautiverio en la Franja de Gaza. Médicos palestinos dijeron que Israel devolvió a un hospital de Gaza el cuerpo de una mujer de Gaza que Hamás entregó por error en lugar de Shiri Bibas.
El 27 de febrero, Israel liberó a 642 presos palestinos, 151 de los cuales estaban condenados a cadena perpetua o sentencias largas de cárcel. 43 de ellos fueron trasladados a Cisjordania y Jerusalén Este, mientras que más de 450 llegaron a la Franja de Gaza, entre los liberados había 46 mujeres y menores. Por su parte, el director de enfermería del Hospital Europeo de Gaza, confirmó la llegada de 456 prisioneros liberados a las instalaciones del hospital y denunció que algunos de ellos «están extremamente demacrados», mientras que otros «no pueden andar por la gravedad de las palizas y las torturas que han sufrido».

## Violaciones del alto el fuego
Según la oficina de prensa del gobierno de Gaza, hasta el 12 de febrero Israel había cometido 265 violaciones del alto el fuego. El director general del Ministerio de Salud dijo que hasta el 12 de febrero, 118 personas habían muerto por ataques israelíes en el enclave desde que comenzó el alto el fuego el 19 de enero.

### Por Israel

#### Tiroteos y asesinatos de palestinos

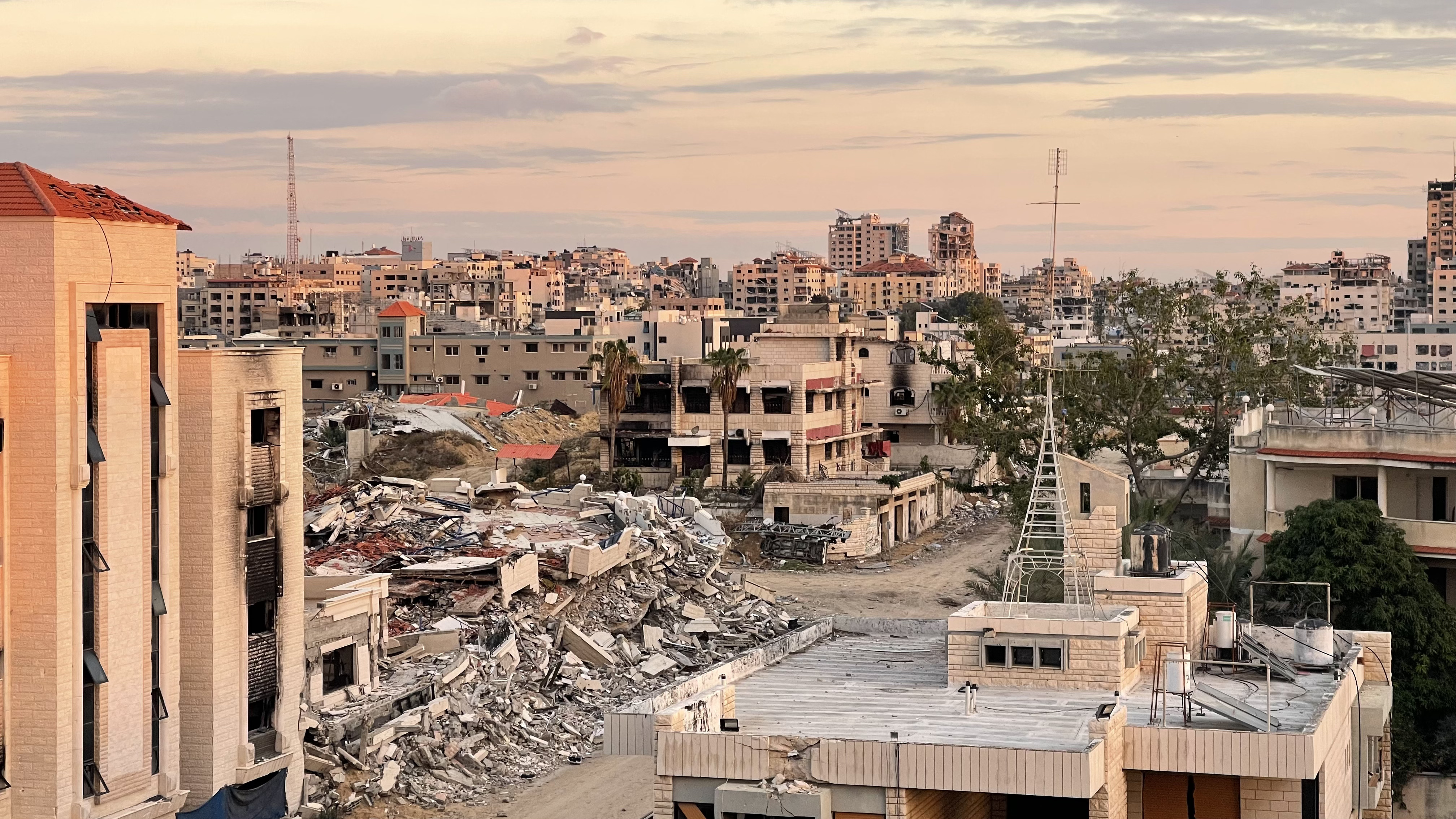
Una casa atacada por la aviación israelí en un barrio de Gaza

El 20 de enero, Al Jazeera informó que al menos tres palestinos murieron y otros ocho resultaron heridos por disparos de francotiradores israelíes en Rafah, a pesar del alto el fuego. En uno de esos casos, las fuerzas israelíes abrieron fuego y mataron a un muchacho de 15 años, y luego dispararon contra los lugareños que intentaban recuperar su cuerpo.
El 21 de enero, la agencia de noticias Wafa informó que dos personas resultaron heridas por un avión no tripulado israelí y disparos en Gaza. Al día siguiente, las FDI mataron a un «terrorista» presuntamente integrante de la Yihad Islámica Palestina. El Ejército de Israel aseguró que a lo largo de la jornada disparó «de forma preventiva» a «sujetos sospechosos», supuestamente de milicias palestinas, que se aproximaron a sus tropas desplegadas en la Franja de Gaza. Además, cañoneras israelíes bombardearon la costa de la ciudad de Gaza, sin provocar víctimas. Ese mismo día, disparos israelíes en el campamento Shaboura de Rafah mataron al menos a un palestino e hirieron a otros que estaban retirando escombros de casas destruidas.
El 23 de enero, al menos dos palestinos murieron por disparos de tanques israelíes en el campamento de Tel as-Sultán, al oeste de Rafah, en el sur de Gaza. El 25 de enero, médicos palestinos denunciaron que soldados israelíes habían asesinado a un palestino y herido a otros dos, cuando abrieron fuego contra un grupo de palestinos reunidos al este del campamento de refugiados de Nuseirat y cerca de la carretera de Saladino, mientras esperaban para regresar a sus hogares al norte de la Franja. El 28 de enero, dos civiles palestinos, incluido una niña de cinco años, murieron y otros tres resultaron heridos cuando el Ejército israelí atacó el campamento de refugiados de Nuseirat, en el centro de la Franja, mientras intentaban regresar al norte del enclave tras la retirada israelí.

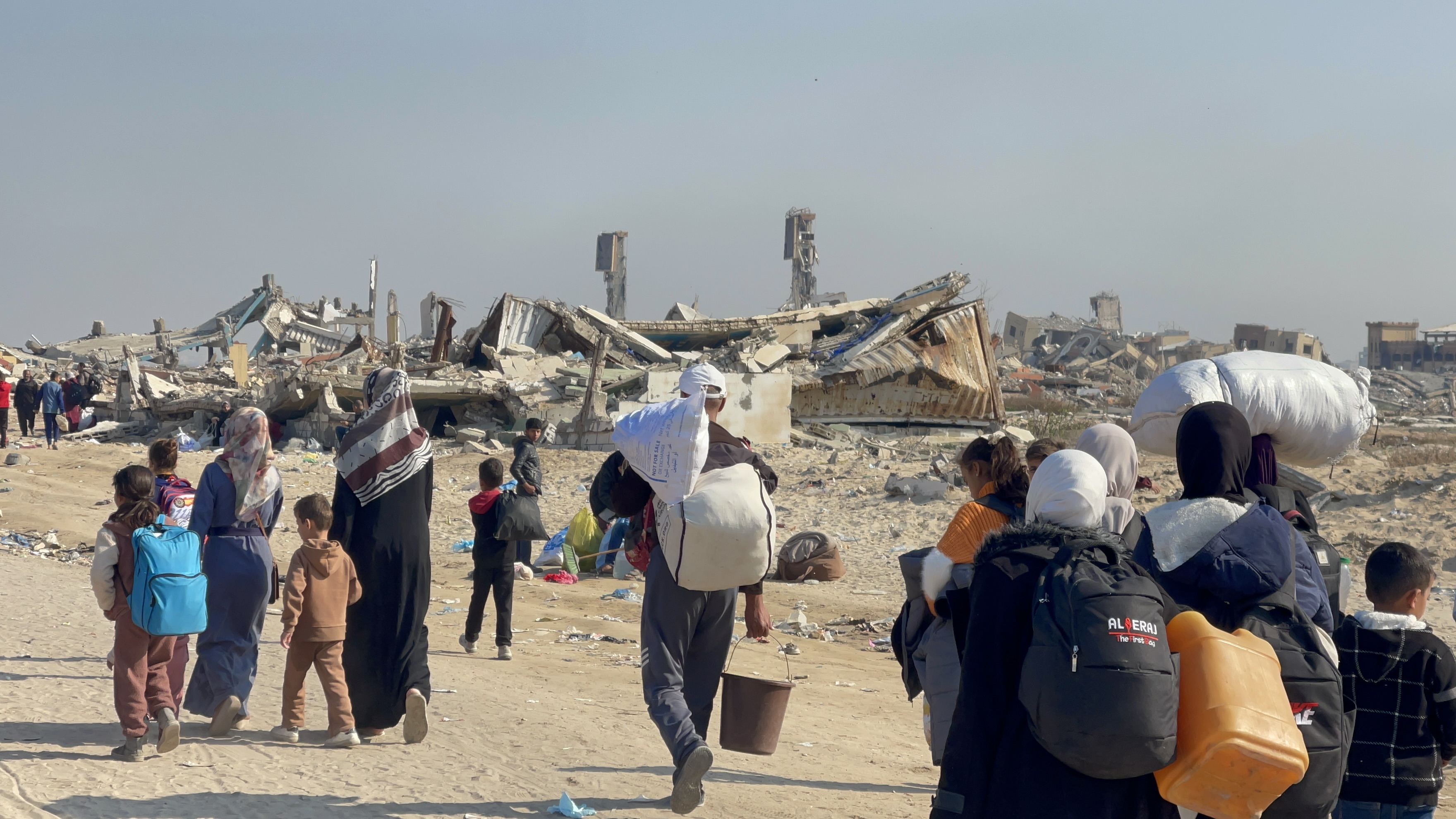
Civiles palestinos tratan de regresar a sus casas después del anuncio del alto el fuego

El 30 de enero, al menos diez personas murieron y varias resultaron heridas en un ataque aéreo israelí en Tammun, en la Gobernación de Tubas. El 2 de febrero, al menos cuatro palestinos, entre ellos un niño en estado crítico, resultaron heridos por un ataque aéreo israelí contra el vehículo en el que viajaban, al oeste de Nuseirat, concretamente en la avenida de Al Rashid. El Ejército israelí aseguró que se habían saltado una inspección de seguridad.
El 3 de febrero, las autoridades gazatíes denunciaron que Israel estaba incumpliendo sus compromisos en materia humanitaria adquiridos en el marco del acuerdo de alto el fuego. Según el acuerdo alcanzado, Israel se comprometía a permitir el ingreso en Gaza de 60 000 caravanas y 200 000 tiendas de campaña temporales para alojar a los gazatíes refugiados, también tenían que llegar a la Franja diariamente 600 camiones cargados de ayuda y combustible, incluidos 50 caminos de combustible y gas, y 4200 camiones en siete días, así como equipo humanitario, material para la retirada de escombros, de infraestructura y mantenimiento. Sin embargo, «la ocupación israelí está poniendo obstáculos y dilatando su aplicación, lo que agrava aún más la crisis humanitaria y aumenta el sufrimiento de la población civil en la Franja de Gaza».
El 5 de febrero, al menos tres civiles palestinos, entre ellos un niño, murieron por disparos de las Fuerzas de Defensa de Israel (FDI). El 9 de febrero, al menos cuatro palestinos murieron, entre ellos una mujer anciana, por disparos del Ejército israelí en varios incidentes ocurridos en el sur y en el norte de Gaza. El 11 de febrero, las fuerzas israelíes abrieron fuego contra unos palestinos en el oeste de Rafah, matando a un joven, e hiriendo a otros tres. En otro incidente separado, un palestino resultó gravemente herido después de que las FDI le dispararan en Tel al-Sultán. Ese mismo día por la tarde, el ejército israelí también disparó e hirió a dos ciudadanos palestinos cuando se encontraban cerca de la plaza Al-Awda.

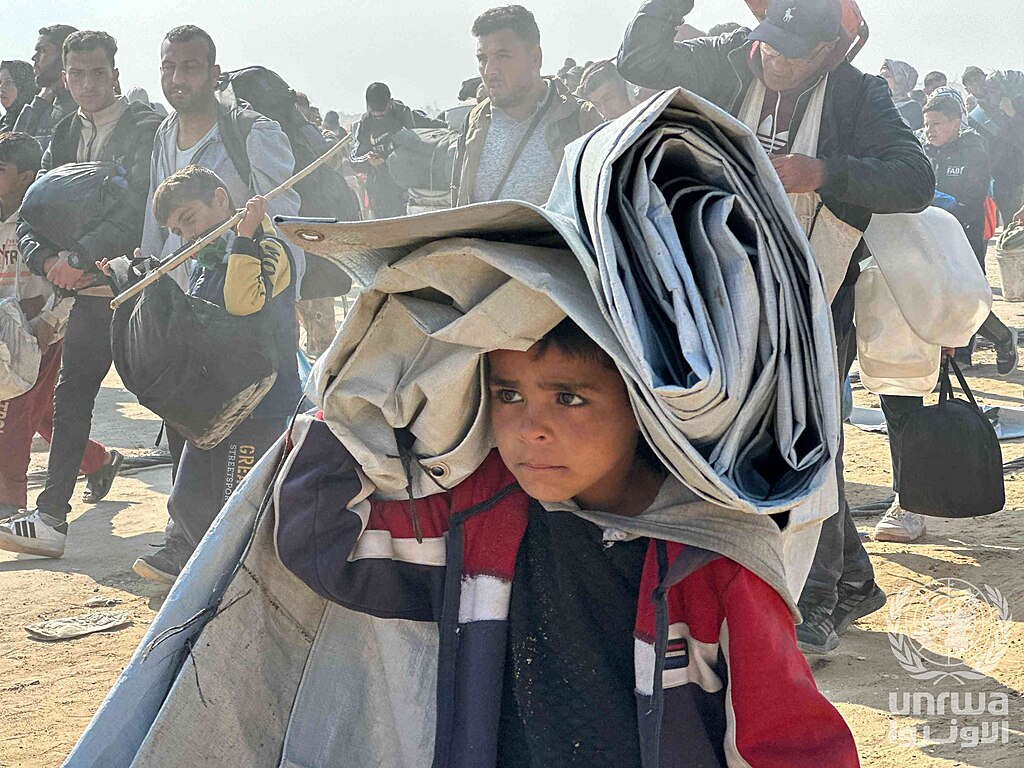
Regreso de personas desplazadas por la calle Al-Rasheed tras el alto el fuego, enero de 2025

El 12 de febrero, un palestino murió y otro resultó gravemente herido después de que un avión no tripulado israelí disparara un cohete contra un grupo de personas que inspeccionaban sus casas en la zona de Abu Halawa en Rafah. Al día siguiente, dos niños palestinos, murieron en el centro de Gaza. Una de las víctimas fue asesinada a tiros por francotiradores israelíes, mientras que el otro perdió la vida por una munición sin detonar abandonada por las Fuerzas de Defensa de Israel (FDI). De acuerdo con las autoridades gazatíes más de 90 personas murieron y más de 820 resultaron heridas a causa de ataques perpetrados por Israel en Gaza desde la entrada en vigor del alto el fuego.
El 14 de febrero, la marina israelí disparó e hirió a dos pescadores palestinos, padre e hijo, cerca del puerto de la ciudad de Gaza. Al día siguiente, dos palestinos resultaron heridos cuando un avión no tripulado israelí atacó una excavadora mientras intentaba retirar escombros de un edificio en el centro de Gaza.
El 16 de febrero, un ataque aéreo israelí mató a tres miembros de Hamás al este de Rafah, en el sur de la Franja de Gaza. Según la organización palestina las víctimas eran miembros de su «servicio de Policía» una organización civil encargada de garantizar el cumplimiento del alto el fuego con Israel en la Franja de Gaza. Hamás calificó el ataque como una violación del acuerdo de alto el fuego y «un crimen que se suma a otros incumplimientos de los términos del acuerdo por parte de la ocupación».
El 17 de febrero, dos palestinos de Rafah y Jan Yunis respectivamente, murieron después de sufrir heridas por un ataque con dron del Ejército israelí dos días antes.
El 19 de febrero, un niño de 16 años fue asesinado por un francotirador israelí mientras que otros cinco resultaron heridos en Rafah. Al día siguiente, las FDI mataron a un palestino mientras estaba inspeccionando los restos de su vivienda, en la ciudad de Gaza, situada en el norte de la Franja. El 21 de febrero, una mujer palestina fue asesinada por disparos israelíes en el este de Rafah.
El 24 de febrero, un palestino murió y otros cuatro resultaron heridos por los disparos de fuerzas israelíes contra un vehículo que transportaba ayuda humanitaria cerca del paso fronterizo de Rafáah, en el sur de la Franja de Gaza. Un civil palestino murió por disparos del Ejército israelí mientras examinaba sus tierras de cultivo cerca de la calle Al Shaafel, al este de la ciudad de Gaza.
El 28 de febrero, un palestino falleció  en un ataque ejecutado por un dron del Ejército de Israel contra la ciudad de Rafá, al sur de la Franja. Además dos pescadores palestinos resultaron heridos por disparos efectuados desde buques israelíes cuando estaban pescando frente a las costas de la Franja.
El 2 de marzo, al menos cuatro palestinos murieron y cinco más resultaron heridos  en una serie de ataques perpetrados por las fuerzas israelíes sobre el norte y el sur del enclave palestino. Los ataques tuvieron lugar a pesar de la tregua unilateral declarada por el Gobierno israelí con motivo del Ramadán musulmán y la Pascua judía.
El 4 de marzo, el ejército de Israel mató a un palestino al este de la ciudad de Deir al-Balah, tras abrir fuego contra él al considerar que suponía «una amenaza inmediata» contra sus fuerzas.
el 6 de marzo, al menos tres palestinos fallecieron y varios más resultaron heridos a causa de un ataque del Ejército de Israel contra un grupo de personas que se encontraba en el barrio de Shujaia, en la ciudad de Gaza. Uno de ellos murió instantáneamente, mientras que las otras dos víctimas sucumbieron a sus heridas. El Ejército israelí confirmó que habían realizado un ataque contra «sospechosos» que según dijeron habían colocado un explosivo en la zona.
El 7 de marzo, al menos dos palestinos murieron en el ataque de un dron israelí contra un grupo de personas que se encontraban cerca de la mezquita Al Mutasim, al este del barrio de Shujaia, en la ciudad de Gaza.
El 10 de marzo, al menos dos palestinos murieron en un ataque aéreo israelí contra el campo de refugiados de Bureij.
El 11 de marzo, cinco palestinos murieron en un ataque aéreo israelí cerca del corredor Netzarim y una mujer murió a manos de las fuerzas israelíes en Rafah.
El 14 de marzo, Israel llevó a cabo un ataque aéreo en el barrio de Zeitoun de la ciudad de Gaza, que causó la muerte de cuatro civiles palestinos. Ese mismo día, un pescador murió arrollado por una cañonera israelí mientras pescaba en el norte de Gaza.
El 15 de marzo, al menos nueve personas murieron, entre ellos Hossam Shabat y otros dos periodistas, por un ataque aéreo israelí contra un vehículo de la Fundación Al Jair, una organización humanitaria con sede en Reino Unido, en la localidad de Beit Lahia en el norte de la Franja. Más tarde ese mismo día, otros tres palestinos, incluido un niño, murieron por disparos y ataques con aviones no tripulados israelíes.
El 17 de marzo, al menos cinco palestinos murieron en diversos ataques de drones israelíes. En el centro de la Franja, tres personas murieron por un ataque que dejó también varios heridos. Algo más tarde, otro dron mató a dos personas e hirió a dos más en el campamento de refugiados de Bureij.

#### Obstáculos a la entrada de ayuda humanitaria en la Franja
Tras la entrada en vigor del alto el fuego el 20 de enero de 2025, Israel flexibilizó las restricciones a la entrada de alimentos, agua, tiendas de campaña y otros suministros humanitarios a la Franja de Gaza. Sin embargo, la Oficina de Prensa del Gobierno de Gaza afirmó que Israel ha restringido el flujo de tiendas de campaña, remolques y otros refugios temporales, así como el de equipo pesado para retirar los escombros, todo lo cual se encontraba recogido en el acuerdo de alto el fuego. El director del Programa Mundial de Alimentos también afirmó que algunas restricciones israelíes se mantenían.
Israel también restringió el número de palestinos que podían salir de Gaza para recibir tratamiento médico en el extranjero. Si bien el acuerdo estipulaba la salida de 150 pacientes palestinos al día, el 10 de febrero, Israel solo permitió la salida de 53. Entre los pacientes a los que se les prohibió viajar se encontraba un niño con cáncer.

#### Negativa a retirarse del corredor Filadelfia
El 27 de febrero de 2025, después de que Israel hubiera recibido el número acordado de rehenes para la fase uno, un funcionario israelí dijo a los medios de comunicación que no se retiraría del corredor Filadelfia, a pesar de que era una de las condiciones que se habían acordado cuando se firmó el acuerdo de alto el fuego por primera vez. El acuerdo que Israel ratificó obligaba a las tropas israelíes a comenzar a retirarse del corredor de Filadelfia el 1 de marzo de 2025 y retirarse completamente en ocho días.

### Por grupos palestinos
El 12 de febrero, las FDI llevaron a cabo un ataque aéreo en Rafah, en el sur de Gaza y dijeron que el objetivo eran dos sospechosos que habían ido a recoger un dron que había volado desde Israel hacia el sur de la Franja de Gaza. Según señaló el ejército, ha habido varios intentos de contrabando de armas y drogas hacia Gaza utilizando drones. Al parecer, el dron estaba siendo controlado por contrabandistas desde el lado israelí.
El 13 de febrero se lanzó un cohete desde el interior de la Franja de Gaza y casi inmediatamente cayó en picado sobre el mismo enclave, en la zona de Nuseirat, en el centro de la Franja. En respuesta, las FDI llevaron a cabo un ataque aéreo contra el lugar de lanzamiento en la zona de Bureij.
El 24 de febrero, se disparó un cohete desde la Franja de Gaza hacia Israel y cayó en el territorio de la Franja. En respuesta, las FDI atacaron el lanzacohetes, que se encontraba en el sur de la Franja de Gaza.

## Ruptura por Israel del alto el fuego
El 18 de marzo, Israel rompió unilateralmente el alto el fuego al lanzar una serie de ataques aéreos sorpresa sobre Gaza, matando a más de 404 personas, entre ellos 263 mujeres y niños, y provocando otros 562 heridos y numerosos desaparecidos, en el día más mortífero en Gaza desde el comienzo de la guerra. Uno de esos ataques contra una casa en Rafah mató a diecisiete miembros de una familia, entre ellos al menos doce mujeres y niños. Otro ataque contra un bloque residencial en la ciudad de Gaza mató a veintiséis familiares, entre ellos mujeres, niños y ancianos.
Israel declaró que el ataque se debía a la reiterada negativa de Hamás de liberar a los prisioneros que siguen en su poder y al rechazo a las propuestas de Estados Unidos de extender la primera fase, en lugar de pasar a la segunda y acabar la guerra, como estaba pactado inicialmente. Hamás afirmó que se había adherido al acuerdo de alto el fuego, implementándolo con precisión, y que Israel había reanudado la agresión y la guerra. A nivel internacional, se consideró que los ataques frustraron las esperanzas de un alto el fuego duradero. Los observadores han señalado que Israel eligió lanzar el ataque el día en que Netanyahu debía testificar en su juicio por corrupción, lo que obligó a posponerlo.
Las fuerzas israelíes reconocieron que estaban «llevando a cabo amplios ataques», mientras que Israel Katz, el ministro de Defensa israelí, comentó: «Esta noche volvimos a luchar en Gaza». El periodista israelí Barak Ravid argumentó que, si bien los medios de comunicación de su país describieron la reanudación de los ataques aéreos como resultado de un «colapso», el alto el fuego fue colapsado deliberadamente por el propio gobierno israelí.

## Análisis
Marwan Bishara, analista político de Al Jazeera English, afirmó que el alto el fuego propuesto contenía una estrategia de «ambigüedad», pero que «el propio primer ministro israelí dice que Israel no detendrá la guerra hasta que destruya a Hamás... Así que, aunque todo el mundo en Washington está tratando de hacerlo pasar como si hubiera conflicto y controversia, en realidad no los hay. Es muy simple: Netanyahu no quiere poner fin a la guerra».
En un artículo publicado en Le Monde Diplomatique, Adam Shatz afirmó que Israel había aprovechado la facilitación de un proceso de paz por parte de Estados Unidos para asesinar a Ismail Haniya y Hasán Nasralá, y escribió que «Netanyahu ayudó a los estadounidenses a redactar una propuesta de alto el fuego que no tenía intención de cumplir, mientras conspiraba para matar a los líderes árabes con los que se iba a alcanzar el alto el fuego».
Tras la implementación del alto el fuego el 19 de enero, varios medios de comunicación, incluidos medios israelíes, afirmaron que Israel finalmente no había conseguido su objetivo principal de destruir a Hamás, que conserva el control sobre la Franja de Gaza.